# كيرلا
كَيْرَلَة (بالهندستانية: ) ولاية هندية تقع على ساحل مليبار الهندي، أُنشئت في 1 نوفمبر 1956 بعد إقرار قانون إعادة تنظيم الولايات، حيث جمعت بين المناطق الناطقة باللغة المليالمية من مناطق كوشين ومليبار وجنوب كانارا وترافانكور. وتبلغ مساحتها 38,863 كيلومتر مربع (15,005 ميل2) وهي الولاية الهندية الحادية والعشرون من حيث المساحة، تحدها ولاية كرناتك من الشمال والشمال الشرقي، وتمل نادو من الشرق والجنوب، وبحر لكديف من الغرب. بلغ عدد سكانها 33 مليون نسمة في تعداد 2011، وتعد ولاية كيرلة ثالث عشر أكبر ولاية هندية من حيث عدد السكان، وتُقسم إلى 14 منطقة وعاصمتها ثيروفانانثابورام، وتُعد المليالمية اللغة الأكثر انتشارًا وهي أيضًا اللغة الرسمية للولاية.
كانت سلالة تشيرا أول مملكة بارزة مقرها في ولاية كيرلة، فيما شكلت «مملكة أي» في أقصى الجنوب و«سلالة موشيكا» في الشمال الممالك الأخرى في السنوات الأولى من العصر المشترك، وعُرفت المنطقة كونها مصدرًا بارزًا للتوابل منذ 3000 سنة قبل الميلاد، وبرزت المنطقة في التجارة ولوحظت في أعمال بليني وكذلك بيبلوس في حوالي 100 قبل الميلاد. جذبت تجارة التوابل التجار البرتغاليين في القرن الخامس عشر إلى ولاية كيرلة، ومهدت الطريق للاستعمار الأوروبي للهند. في أوائل القرن العشرين أثناء نشاط حركة الاستقلال الهندية كانت هناك ولايتان رئيسيتان في ولاية كيرلة وهي ولاية ترافانكور وولاية كوشين، وفي 1949 اتحدت الولايتان وشكلتا ولاية ثيرو-كوتشي، فيما كانت منطقة مليبار في الجزء الشمالي من ولاية كيرلة جزءًا من مقاطعة مدراس في الهند البريطانية، والتي أصبحت فيما بعد الاستقلال جزءًا من ولاية مدراس. وبعد صدور قانون إعادة تنظيم الولايات 1956، أُعيد تشكيل ولاية كيرلة الحديثة ودمج مقاطعة مليبار بولاية مدراس (باستثناء جودالور تالوك من منطقة نيلجيريس، وجزر لكشديب، وتوبسليب، وغابة أتابادي شرق أناكاتي)، وتالوك كاساراجود في جنوب كانارا، وولاية ثيرو كوتشي السابقة (باستثناء أربعة مناطق جنوبية من ضاحية كنياكماري، وتالوكس شينكوتاي).
يُعد معدل النمو السكاني في ولاية كيرلة البالغ 3.44% أدنى معدل نمو سكاني إيجابي في الهند، بينما يُعد مؤشر التنمية البشرية البالغ 0.784 في عام 2018 (0.712 في 2015) الأعلى في الهند، وكذلك أعلى معدل محو الأمية البالغ 96.2% في عام 2018 الذي أجراه مكتب الإحصاء الوطني الهندي، ومتوسط العمر المتوقع يبلغ 77 عامًا وهو الأعلى في الهند، وتُعد ثاني أقل الولايات فقرًا في الهند وفقًا للتقرير السنوي لبنك الاحتياطي الهندي المنشور في عام 2013. وتُعد ثاني أكبر ولاية حضرية في البلاد حيث يقطن 47.7% من سكانها في المناطق الحضرية وفقًا لتعداد 2011 في الهند. وتصدرت الولاية في تحقيق أهداف التنمية المستدامة وفقًا للتقرير السنوي الصادر عن (NITI Aayog) في عام 2019. وتتمتع الولاية بأعلى نسبة تعرض إعلامي في الهند حيث تنشر الصحف فيها بتسع لغات، ويمارس الهندوسية أكثر من نصف سكانها، وتتميز ثقافتها بتوليفة من الثقافات الآرية والدرافيدية والعربية والأوروبية حيث تطورت على مدى آلاف السنين بتأثيرات داخلية وخارجية.
يعد اقتصاد ولاية كيرلة ثامن أكبر اقتصاد في الهند بناتج محلي إجمالي يبلغ 8.55 ترليون روبية هندية (140 مليار دولار أمريكي)، ويبلغ نصيب الفرد من الناتج المحلي الإجمالي في الولاية 222٬000 روبية هندية (3٬700 دولار أمريكي)، ويساهم القطاع الثالث بحوالي 65% في إجمالي القيمة المضافة في الولاية، بينما يساهم القطاع الأولي بنسبة 8% فقط. شهدت الولاية هجرة كبيرة إلى الدول العربية في الخليج العربي خلال طفرة الخليج في السبعينات وأوائل الثمانينات، ويعتمد اقتصادها بشكل كبير على التحويلات المالية من جالية الملايو. يساهم إنتاج الفلفل والمطاط الطبيعي بشكل كبير في إجمالي الناتج القومي، ويعد جوز الهند والشاي والقهوة العربية والكاجو والبهارات من أبرز منتجات القطاع الزراعي. يحد الولاية بحر العرب من الغرب وسلاسل جبال غاتس الغربية من الشرق، ويمتد ساحلها بطول 595 كيلومتر (370 ميل)، ويعتمد حوالي 1.1 مليون شخص في الولاية على الصيد والذي يساهم بنسبة 3% من دخل الولاية. وتُعد إحدى الوجهات السياحية البارزة في الهند، وتتميز بشواطئ رملية تصطف على جانبيها جوز الهند، ولها مناطق جذب سياحية رئيسية مثل المياه الخلفية ومحطات التلال والأيورفيدا والخضرة الاستوائية.

## التاريخ

### مَا قَبل التَّاريخ

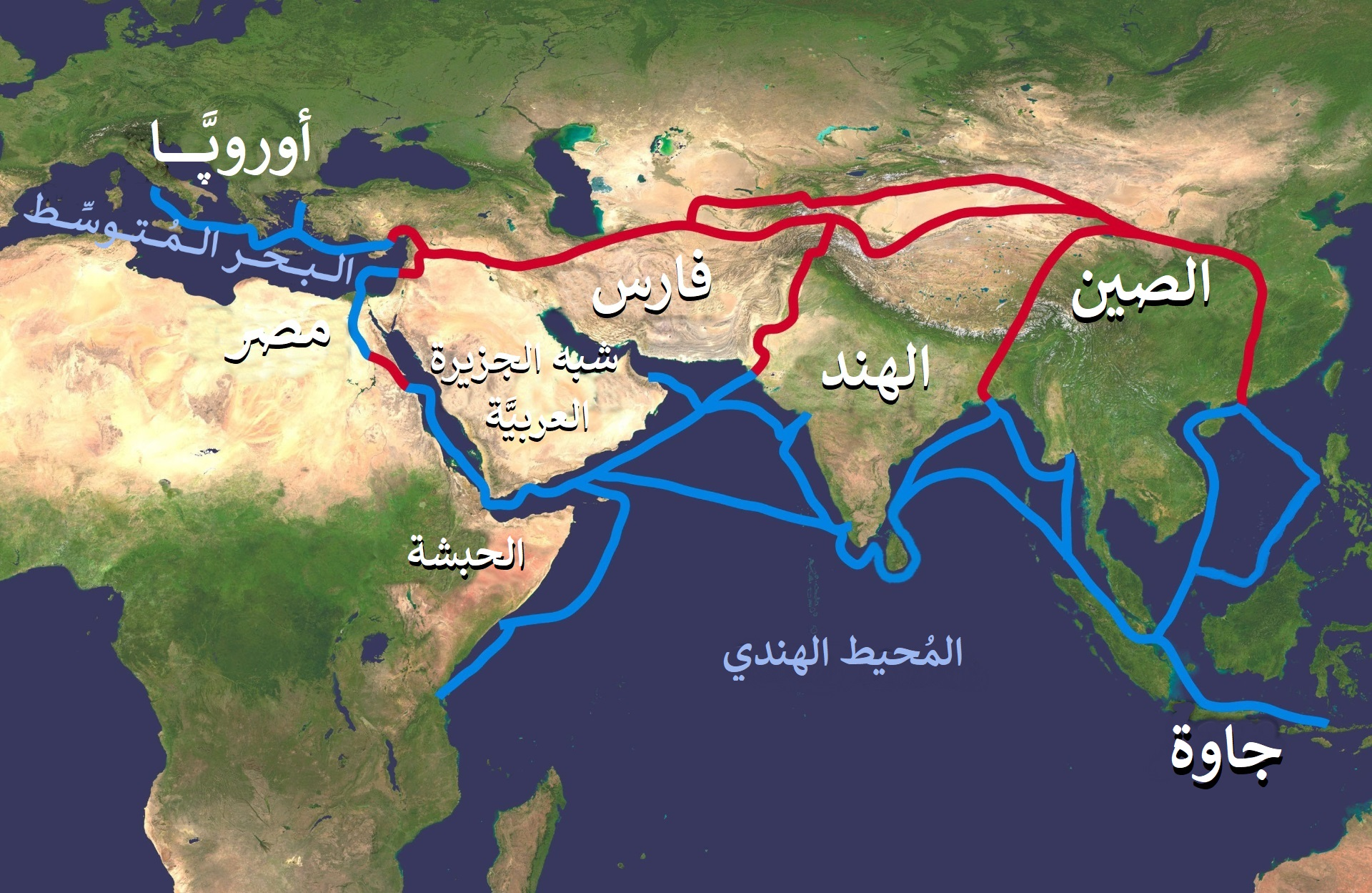
خريطة طريق الحرير القديمة توضح طرق التجارة القديمة، حيث كانت تجارة التوابل بشكل رئيسي على طول الطرق المائية (الزرقاء).

يُحتمل بأنَّ جُزءًا كَبِيرًا من ولاية كيرلة خاصَّة الأراضي المُنخفضة الساحليَّة الغَربيَّة وسهول الوسط كَانَ تحت سطح البَحر في العصور القديمة، حيثُ عُثر على حفريات بَحرِيَّة بالقرب من تشانغاناسيري تدعم هذه الفرضية. وتشمل اكتشافات مَا قَبل التَّاريخ دولمينات من العصر الحجري الحديث في مِنطَقَة مارايور في مِنطَقَة ادوكي الواقعة على المُرتفَعات الشرقيَّة، وتُعرف محليًا بِاِسم «مونيارا»، ويعود تَارِيخ النقوش الصخرية في كهوف أداكال في واياناد إلى العصر الحجريّ الحديث حوالي 6000 قَبل الميلاد، وقد حددت الدراسات الأثرية مواقع العصر الحجريّ الوسيط والعصر الحجريّ الحديث والجندل في ولاية كيرلة، وتُشير الدراسات إلى تطور مجتمع كيرلة القديم وثقافته بدءًا من العصر الحجري القديم مروراً بالعصر الميزوليتي والعصر الحجريّ الحديث والعصور المغليثية، وقد ساعدت الاتّصالات الثقافيَّة الأجنبيَّة في هَذَا التكوين الثقافيّ، ويُرى المُؤرخون وجود علاقة محتملة مَع حضارة وادي السند خِلال أواخر العصر البرونزي والعصر الحديدي المُبَكِر.

### الفَترَة القديمة
كَانَت ولاية كيرلة مصدرًا رئيسيًا للتوابل مُنذ 3000 قَبل الميلاد وفقًا للسجلات السومرية، وَلَا يزال يُشار إِلَيهَا بِاِسم «حَدِيقَة التوابل» أو «حَدِيقَة التوابل الهنديَّة»، :79 جذبت توابل كيرلة العرب القدماء، والبابليين والآشوريين والمِصريِين إلى ساحل مليبار في الأَلفِيَّة الثالثة والثانيَّة قَبل الميلاد، وأسس الفينيقيون التِجَارَة مَع ولاية كيرلة في تِلك الفَترَة، وَكَان العرب والفينيقيون أول من دخلَ ساحل مليبار لتجارة التوابل. وَكَان العرب على سواحل اليمن وعُمان والخَلِيج العربي أول من قاموا برحلة طويلة إلى ولاية كيرلة ودول شرقية أُخرى. وأحضروا «قرفة كيرلة» إلى مَا يُعرف حاليًا بالشرق الأوسط، وقد دُون المؤرخ اليوناني هيرودوت (القرن الخامس قَبل الميلاد) أن صناعة توابل القرفة كَانَت محتكرة لَدَى المِصريِين والفينيقيين في عصره.
كَانَت «أرض كيرلةبوترا» واحدة من أربع ممالك مستقلة في جَنُوب الهند خِلال فَترَة أشوكا، والمَمالِك الأُخرى هي تشولا، بانديا، وساتيابوترا، ويعتقد العُلماء أن كيرلةبوترا اسم بديل لسلالة تشيرا الحاكمة أول سلالة مهيمنة حكمت ولاية كيرلة وعاصمتُها كارور. وتشترك هَذِه المناطق في لغة وثقافة مُشتَرَكَة داخل مِنطَقَة تُعرف بِاِسم تاميلاكام. وكانت اَلمِنطَقَة المحيطة بكويمباتور تحكمها سلالة تشيرا الحاكمة خِلال «فَترَة سانجام» بَين القرنين الأول والرابع بَعد الميلاد، وكانت بمثابة المدخل الشرقي للطريق التِجَارِيّ الرَئِيسيّ بَين ساحل مليبار وتمل نادو «بالاكاد جاب»، شكلت مملكة أي في الجنوب ومملكة إزهمالا في الشمال، وسلالة تشيرا الحاكمة المَمالِك الحاكمة في ولاية كيرلة في السنوات الأولى من العصر المُشتَرَك، ويُلاحَظ في «أدب سنجام» أن ملك شيرا «أوثيان تشيرالاتان» حكم مُعظم ولاية كيرلة الحديثة من عاصمته في كوتاناد، وسيطر على ميناء موزيريس لكنّ طرف الميناء الجنوبي كَان في سلطة مملكة بانديا،  الَّتِي كَانَت ميناء تجاريا، ومركزا رَئِيِسيَّا لِلتِجَارَة، يُذكر بلينيوس الأكبر (القرن الأول الميلادي) أن ميناء «تينديس» كَان يقع على الحدود الشماليَّة الغَربيَّة «لكيبروتوس» (سلالة شيرا)، وكانت مِنطَقَة شَمَال مليبار الواقعة شَمَال ميناء «تينديس»، محكومة من مملكة إزيمالا خِلال فَترَة سانجام، وَكَان ميناء «تينديس» على الجانب الشمالي من «موزيريس» كما ذُكر في الكتابات اليونانيّة الرومانيَّة بالقرب من كاليكوت، ويُعد موقعها الدقيق محل خلاف.
وفقًا لـ «محيط البَحر الأحمَر»، بَدَأت اَلمِنطَقَة المَعروفَة بِاِسم «ليمريك» في «كانور» و«تينديس»، بينما ذكر بطليموس «تينديس» فقط كنقطة بداية «ليميريك»، وقد قُدرت تجارة روما السنويَّة مَع اَلمِنطَقَة بحوالي 50 مليُون سيسترتيوس، وذكر بلينيوس الأكبر أن «ليمريك» كَانَت عرضة للقراصنة، وذكرت مَجمُوعَة كوسماس إنديكوبليوتس أن «ليمريك» كَانَت مصدر فلفل «مليبار»، وَخِلَال القرون الأخيرة قَبل الميلاد أكتسب الساحل أهميته لَدَى اليونانيين والرومان بسبب التوابل وخاصة فلفل مليبار، فيمَا كَان للشيراز روابط تجاريَّة مَع الصين وغرب آسِيَا ومصر واليونان والإمبراطوريَّة الرومانيَّة. وكانت اَلمِنطَقَة تُعرف بِاِسم «مالي» أو «مليبار» في التِجَارَة الخارجيَّة، ومن الوانئ الرَئِيسيّة في ذَلِك الوَقت موزيريس وتينديس وكانور ونيلسيندا وباراس. يصف الأدب السنغمي المعاصر السفن الرومانيَّة القادمة إلى موزيريس في ولاية كيرلة محملة بالذهب لاستبدالها بفلفل مليبار. وَكَان «يودوكسوس سيزيكس» من أوائل التجار الغربيّين الذين استخدموا الرياح الموسميَّة للوصول إلى ولاية كيرلة.
أنشأ التجار القادمون من غَرب آسِيَا وجنوب أُورُوبَّا مَرَاكِز ومستوطنات ساحلية في كيرلة، وبدأ الاِرتِبَاط اليهودي بولاية كيرلة عام 573 قَبل الميلاد، وَكَان للعرب أيضًا روابط تجاريَّة مَع ولاية كيرلة، بدءًا من القرن الرابع قَبل الميلاد، حيثُ لاحَظ المؤرخ هيرودوت أن البضائع الَّتِي جلبها العرب من ولاية كيرلة بِيعَت لليهود في عدن، وَفِي القرن الرابع هاجر كنانايا أو المسيحيُّون الجنوبيون أيضًا من بلاد فارس وعاشوا مَع المُجتمع السُرياني المسيحي المُبَكِر المعروف بِاِسم مسيحيي سانت توماس الذين تعود أصولهم إلى النشاط الإنجيلي لتوما الرسول في القرن الأول. ومن أقدم الكنائس كنيسة القديس توما المسيحيَّة، ومن أقدم المساجد مسجد شيرامان جمعة الَّذِي يعود تاريخه تقليديًا إلى عام 629 للميلاد، ويُعتبر أول مسجد في الهند، ويُعد «كنيس باراديسي (1568 م)» أقدم كنيس يهودي نشط في دول الكومنولث.

### فترة العصور الوسطى المبكرة
هاجر «نامبوثيري براهمة» إلى شَمَال ولاية كيرلة من «تولو نادو» خِلال أوائل العصور الوسطى، وأدخلوا النِظَام الطبقي، وغيروا الحَيَاة الاجتماعيَّة وَالاِقتِصَادِيَّة للناس من خِلال تكليف مَرَاكِز دينية جديدة، أَسّس كولاسيخارا فارمان سلالة تشيرا الحاكمة (حوالي 800-1102)، الَّذِي حكم على مِنطَقَة تضم ولاية كيرلة الحديثة وجزء صغير من «تمل نادو» الحديثة، وتحت حكم كولاسيخارا شهدت كيرلة تطورًا للفن والأدب والتِجَارَة والحركة البهاكتية الهندوسيَّة. وأصبحت الهوية الكيرالية المُتميزة عَن التاميل منفصلة لغويًا في حوالي القرن السابع، ويعود أصل التقويم المليالمي إلى عام 825. وقد قُسمت الإمبراطوريَّة إلى مقاطعات تحت حكم نادوفازه، وضمت كلّ مقاطعة عددًا من «ديزامس» تخضع لسيطرة زعماء القبائل الَّذِي يُطلق عليهم اسم «ديسافازيا». وأُقيم مهرجان مامانكام الَّذِي كَان أكبر مهرجان محلي على ضفة نهر بهاراتابوزا.

### فترة العصور الوسطى المتأخرة
ظَلّ العرب مُحتكرين تجارة التوابل البحريَّة في بحر العرب خِلال العصور الوسطى والعليا والمتأخّرة، وتعرَّضت هيمنتهم للتحدي في عصر الاكتشاف الأوروبيّ، وَبَعد وصول فاسكو دا غاما إلى كاباد كوريكود في 1498، سيطر البرتغاليّون على الشحن الشرقي، وتجارة التوابل على وجَّه الخصوص، وَعَندَمَا اكتشف الأورُوبيّون الطريق البحري من أوروبا إلى مليبار في عام 1498، بدأَ البرتغاليّون في توسيع أراضيهم وحكموا البحار بَين أورموس وساحل مليبار وجنوبًا إلى سيلان، وأنشأوا مَركَز تِجَارِيّ هام في تانجاسيري في كولام خِلال عام 1502 بَعد تلقيهم دَعوَة من ملكة كولام لبدء تجارة التوابل من تانقاسيري، وسمح «ساموري كوريكود» للزوار الجدد بالتِجَارَة مَع رعاياه، وازدهرت التِجَارَة البرتغاليَّة في كوريكود بَعد إِنشاء مصنع وحصن، ولكنَّ الهجمات البرتغاليَّة على المُمتلكات العربيَّة في ولاية السامريين أثارت الصِرَاعات بينهما.

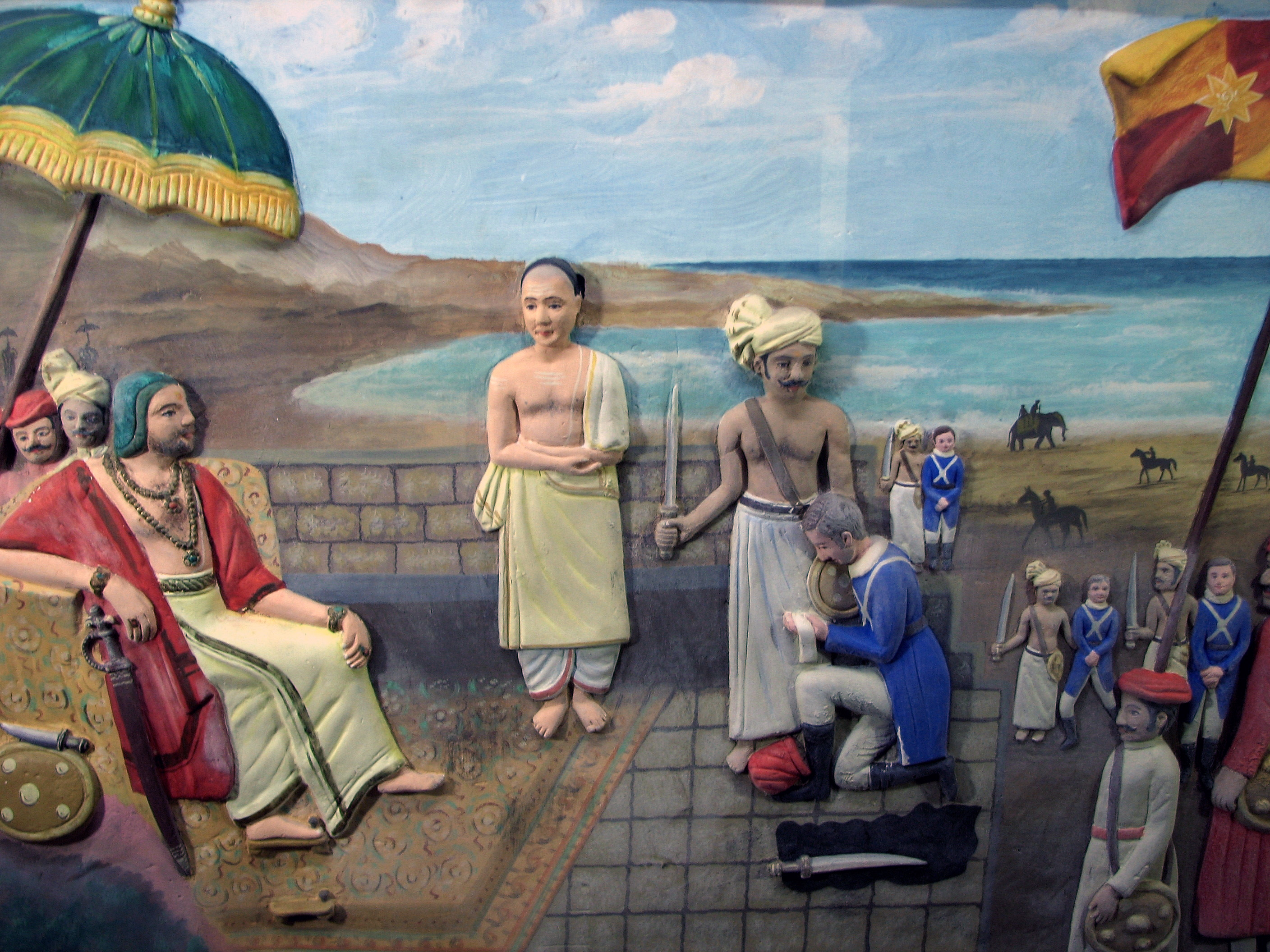
تصوير فني يوضح استسلام أوستاكيوس دي لانوي من شركة الهند الشرقية لمهراجا مارثاندا فارما من ترافنكور بعد معركة كولاشيل في قصر بادمانابابورام.

وقف حاكم "مملكة تنور [الإنجليزية]" التابع لسامري كاليكوت، إلى جَانِب البُرتُغَالِيّين ضدَّ «أفرلورده» في كوريكود، وأصبحت مملكة تنور «فيتاثونادو» من أوائل المُستعمرات البرتغاليَّة في الهند، وقف حاكم تنور أيضًا إلى جَانِب كوشين. وَكَان العديد من أفراد العائلة المالكة في كوشين في القرنين السادس عشر والسابع عشر قد اختيرت من فيتوم، وَمَع ذَلِك قاتلت قوات تنور بِقيادة الملك من أَجَل سامري كاليكوت في معركة كوشين (1504). بينما ظَلّ ولاء تجَّار مابيلا في مِنطَقَة تنور تحت حكم سامري كاليكوت.
استفاد البرتغاليّون من الصِّراع بَين «سامري كاليكوت» و«ملك كوتشي»، عِندَمَا عُين فرانسيسكو دي الميدا نائبًا للملك في الهند البرتغاليَّة عام 1505، كَان مقره الرَئِيسيّ في «فورت كوتشي (حصن إيمانويل)» بدلاً من كاليكوت، وَخِلَال فَترَة حكمه سيطر البرتغاليّون على العلاقات مَع كوتشي وأنشأوا بَعض الحصون على ساحل مليبار، ومنها «سانت أنجيلو فورت» في كانور الَّتِي بُنيت عام 1505، و«فورت سانت توماس» في كولام الَّتِي بُنيت عام 1518، وشنت «قوات السامريين» هجمات على البرتغاليّين في جَنُوب مليبار، وقاد أميرالات كوريكود المعروفين بِاِسم «كنجالي مرقار» العديد من الهجمات البحريَّة الَّتِي أجبرت البرتغاليّين للسعي للتوصل إلى مُعَاهَدَة، ويعود الفضل لكنجالي مرقار في تَنظِيم أول دفاع بحري للساحل الهندي.
يُعد كتاب "تحفة المجاهدين في أخبار البرتغاليين [الإنجليزية]" الَّذِي كتبه زين الدين مخدوم الثاني (وُلد حوالي 1532 في بوناني) في القرن السادس عشر الميلاديّ أول كتاب معروف على الإِطلاق عَن «تَارِيخ ولاية كيرلة»، وَهُو مكتوب باللغة العربيَّة، ويحتوي على معلومات حول المُقاومة الَّتِي أقامها أسطول كنجالي مرقار بجانب سامري كاليكوت من 1498 إلى 1583 ضدَّ المُحاولات البرتغاليَّة لاستعمار ساحل مليبار.
في عام 1571 هُزم البرتغاليّون على يد قوات السامري في «معركة حصن شاليام»، وأدى تمرد في ميناء كويلون بَين العرب والبُرتُغَالِيّين إلى نهاية العصر البُرتغاليّ في كويلون، وحكمت سلالة «علي راجاس» المسلمة من مملكة أراكال، جَزَر لكشديب، ويُعد «حصن بيكال» بالقرب من منطقة كاساراجود أكبر حصن في اَلدَّوْلَة، وقد بَنَاهُ «شيفابا ناياكا» في عام 1650.
في عام 1602 أرسل السامري رسائل إلى آتشيه يعدهم فِيهَا بحصن في كاليكوت إِذَا أتوا وتاجروا فِيهَا، حيثُ أرسل عاملين وهما «هانز دي وولف» و«ليفر» على سفينة آسْيَوِيَّة من آتشيه، لكنّ رَئِيس تانور قبض عليهم وسلمهم للبرتغاليين، ووصل أسطول هولندي بِقيادة الأدميرال ستيفن فان دير هاغن إلى كوريكود في نوفمبر 1604، ومثل الأُسطول بداية الوجود الهولندي في ولاية كيرلة، وعقدوا مُعَاهَدَة مَع كوريكود في 11 نوفمبر 1604، والَّتِي كَانَت أول مُعَاهَدَة أبرمتها شركة الهند الشرقية الهولندية مَع حاكم هندي، وتقلصت أهَمِيَّة المملكة وميناء كوريكود كثيرًا، حيثُ نصت المُعاهدة على تَحَالُف متبادل بَين البلدين لطرد البُرتُغَالِيّين من مليبار، وَفِي المقابل مُنحت شركة الهند الشرقية الهولندية تسهيلات تِجَارِيَّة في كوريكود وبوناني ومنها مستودعات واسعة.
طردت شركة الهند الشرقية الهولندية البُرتُغَالِيّين المسيطرين على التِجَارَة خِلال النِزاعات بَين كوريكود وكوتشي، حيثُ هزموا أمام الهولنديين في كولام بَعد عام 1661، وغادروا الساحل الجنوبي الغربيّ، ويُمكن إرجاع وصول البريطانييّن إلى ساحل مليبار إلى عام 1615، عِندَمَا وصلت مَجمُوعَة بِقيادة الكابتن وليام كيلينغ إلى كاليكوت تستقل ثلاث سفن، وَفِي هَذِه السفن ذهب «السير توماس رو» لزيارة نور الدين جهانكير رابع إمبَراطور للمغول كمبعوث بريطاني. وَفِي عام 1664 أنشأت شَّرِكَة مليبار الهولندية «بلدية فورت كوتشي» وهي أول بلدية في شبه القارة الهندية، والَّتِي حُلت عِند ضُعف السلطة الهولنديّة في القرن الثامن عشر، بسبب معاركهم المستمرّة مَع «مارثاندا فارما» من العائلة المالكة في ترافانكور، وهُزموا في «معركة كولاشيل» عام 1741. ووقع الهولنديون على اتفاقية عُرفت بِاسْم «مُعَاهَدَة مافيليكارا» مَع ترافانكور في عام 1753، وبموجبها توقف الهولنديون عَن أي مُشَارَكَة سياسيَّة في اَلمِنطَقَة.
وَفِي القرن الثامن عشر ضم «ترافانكور» كينغ سري «أنيزام ثيرونال مارثاندا فارما» جَمِيع المَمالِك حتَّى كوشين بالفُتوحات العسكريَّة، وسيطر على كيرلة، ودعى «حاكم كوتشي» مَع أنيزام ثيرونال والأجزاء الشماليَّة والشماليَّة الوسطى من ولاية كيرلة (مقاطعة مليبار)، وتانجاسيري، وأنكوثينجو في جَنُوب ولاية كيرلة لِلسّلام، وخضعت للحكم البريطانيّ مباشرةً، حتَّى اِستِقلال الهند. وأصبحت ترافانكور مهيمنة في ولاية كيرلة بهزيمة السامرين في كوريكود في معركة بوراكاد عام 1755.

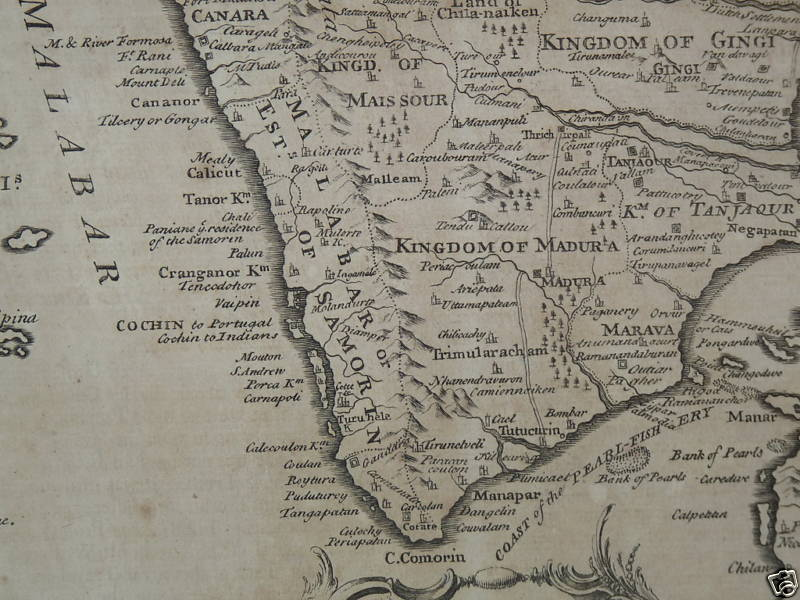
خريطة لساحل مليبار في عام 1744 (ساحل مليبار على الجانب الأيسر)

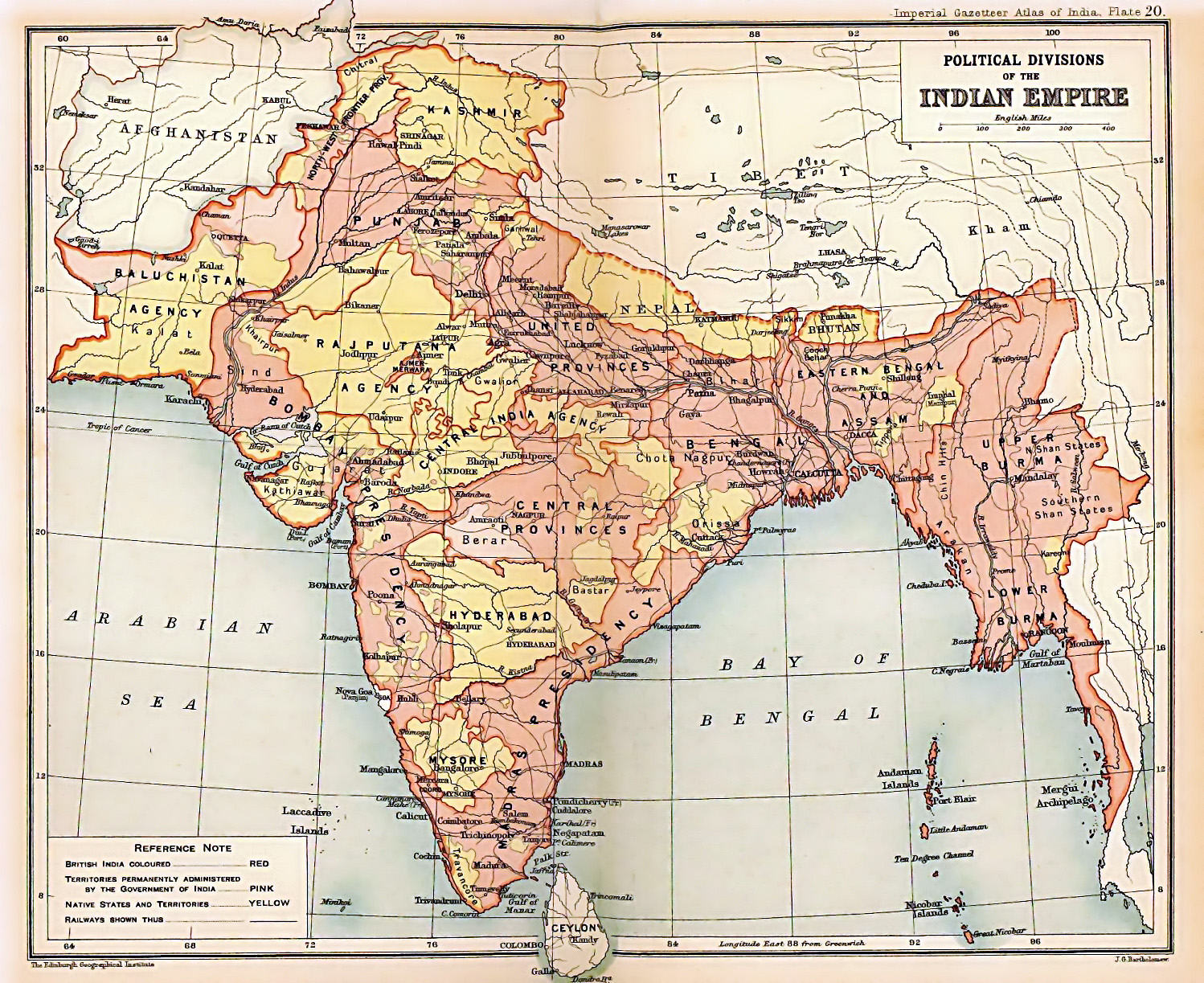
ولاية كيرلة في الهند البريطانية (1909)، كانت ثيروفانانثابورام وكاليكوت وكوتشي وكانور المدن الرئيسية في ذلك الوقت كما هو موضح في الخريطة.

في عام 1757 طلب «بلكاد رجا» مُسَاعَدَة حيدر علي من ميسور لمقاومة غزو سامري كاليكوت، وَفِي 1766 هزمَ «حيدر علي» سامري كاليكوت (حليف شَّرِكَة الهند الشرقيَّة في ذَلِك الوقت) واستوعب منطقته في ولايته، وتوحدت الوَلاَيات الأميريَّة الصَّغِيرَة في الأجزاء الشماليَّة والشماليَّة الوسطى من مِنطَقَة مليبار، وكولاثونادو، وكوتايام، وكاداثانادو، وكاليكوت، وتنور، وفالوفاناد، وبالاكاد تحت حكام ميسور، وأطلق السلطان تيبو حملاته ضدَّ شَّرِكَة الهند الشرقيَّة البريطانيَّة وأشعل حربين من الحروب الأنجلو ميسور الأربعة، وَفِي الأخير تنازل تيبو عَن مِنطَقَة مليبار وجنوب كانارا لِلشَّرِكَة في تسعينيَّات القرن التَّاسِع عشر كنتيجة للحرب الأنجلو ميسور الثالثة وَالمُعَاهَدَة اللاحقة لسيرينغاباتام، وضُمت إلى «رئاسة بومباي» للهند البريطانيَّة (الَّتِي شملت أيضًا مَنَاطِق أُخرى في الساحل الغربيّ للهند) في عاميّ 1792 و1799، وَفِي وَقت لاحق من عام 1800، دُمجت «مقاطعة مليبار» و«جَنُوب كانارا» في رئاسة مدراس المُجاورة، وأقامت الشَّرِكَة تحالفات رافدة مَع كوتشي في عام 1791، وَمَع ترافانكور في عام 1795.
أصبَحَت ولاية كيرلة بأكملها تحت سيطرة البريطانييّن بحلول نهاية القرن الثامن عشر، إمَّا بشكل مُبَاشِر أو تحت السيادة، وَكَان البريطانيُّون يواجهون مقاومة محليّة تحت قيادة «ولاية كيرلة فارما بازحاسي رجا» الَّذِي حصل على تأييد شعبي في تلاشيري، وَمِنطَقَة واياناد. أسست الإمبراطوريَّة الهنديَّة البريطانيَّة بلديات كاليكوت، وبلكاد، وحصن كوتشي، وكانور، وثلاسيري في 1 نوفمبر 1866 وأسست «شرطة مليبار» من الحُكومة الاستعماريَّة في عام 1884 ومقرها في مالابورام، وحول البريطانيُّون في مليبار أيضًا «جيش ثيار» الَّذِي يُدعى «ثيا باتالام» إلى فوج خاصّ متمركز في ثالاسري يُدعى بِاِسم «فوج الثيار» في عام 1904. وَخِلَال حَرَكَة الاستِقلال في القرن العِشرين، اندلعت ثورات كبرى في ولاية كيرلة، أبرزها الصِرَاعات الاجتماعيَّة في ترافنكور، وتمرد مليبار في 1921، حيثُ تمرد مسلمو مابيلا في مليبار ضدَّ الحُكم البريطانيّ، وتُمِثل معركة بوكوتور دورًا بارزًا في التمرد، كما اندلعت بَعض النضالات الاجتماعيَّة ضدَّ عَدَم المُساواة الطبقيَّة في العقود الأولى من القرن العِشرين، وأدى إلى إعلان «دخول المعبد» في 1936، الَّذِي فتح المعابد الهندوسيَّة في ترافانكور لِجَمِيع الطوائف.

### فترة ما بعد الاستعمار
بَعد تقسيم الهند في عام 1947 إلى الهند وباكستان، دُمجت منطقتا ترافانكور وكوتشي التابعتان لاتحاد الهند في 1 يوليو 1949 لتشكيل ترافنكور-كوشين، وَفِي 1 نوفمبر عام 1956 دُمجت مِنطَقَة تالوك من منطقة كاساراجود في مِنطَقَة جَنُوب «كانارا مدراس»، وجُمعت عدَّة مَنَاطِق لتشكيل «ولاية كيرلة» بموجب قانون إعادة تَنظِيم الوَلاَيات، وشُكلت الحُكومة الشيوعيَّة نتيجة للانتخابات الأولى للجمعية التشريعية الجَدِيدَة لولاية كيرلة في عام 1957، حيثُ كَانَت واحدة من أقدم الحُكومات الشيوعيَّة المنتخبة في الهند، ونفذت الحُكومة إصلاحات الأراضي والتَّعليم.

## الجغرافيا

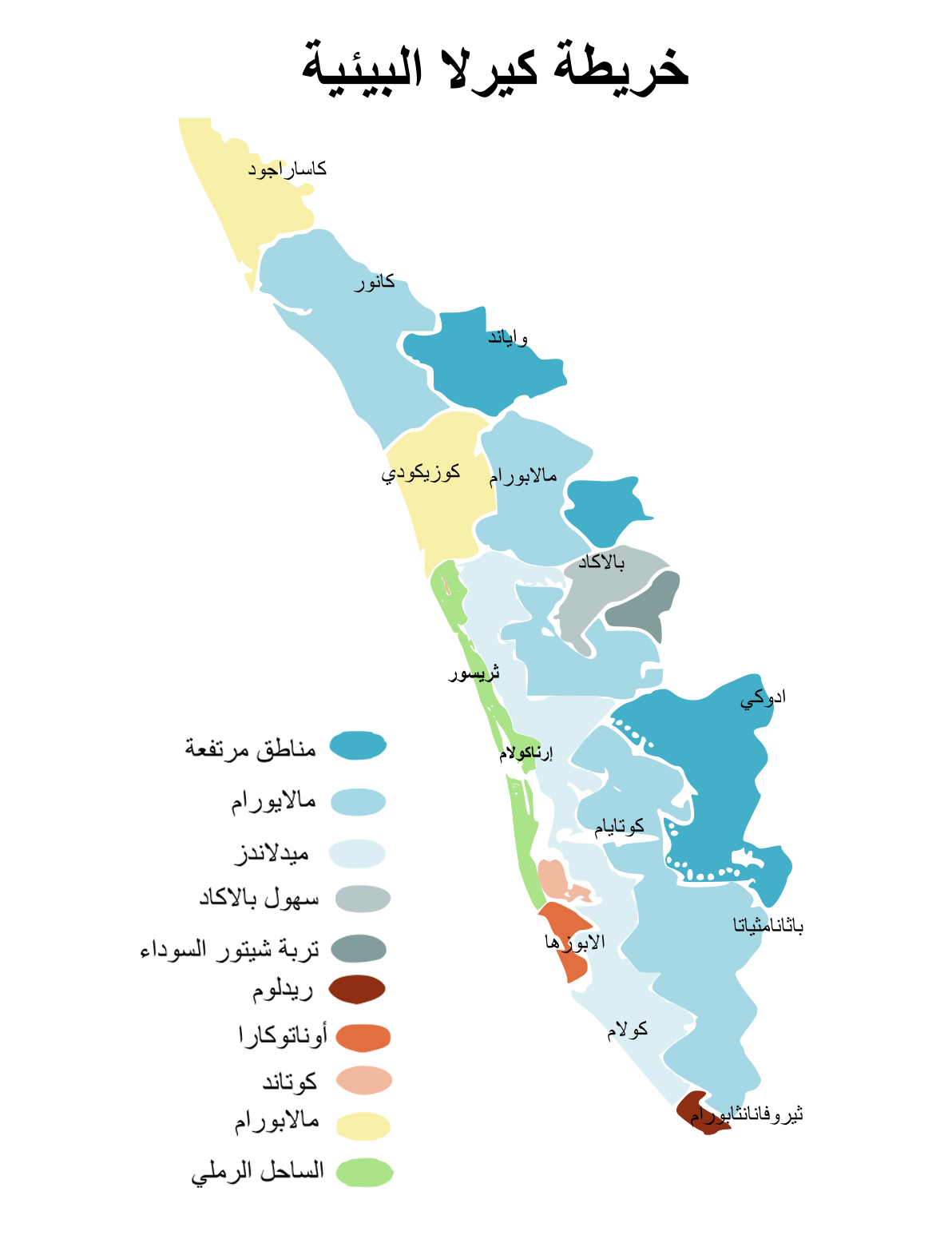
خريطة ولاية كيرلة البيئية

تَقعُ الولاية بَين بحر لكديف وغاتس الغربية، وتَشهد مناخًا رطبًا في الغابات الاستوائيَّة المطيرة وبعض الأعاصير، لَهَا شريط ساحلي يبلغ طوله 590 كيلومتر (370 ميل)، ويتراوح عرض الولاية بَين 11 و 121 كيلومتر (7 و 75 ميل). ويُمكن تقسيم ولاية كيرلة جغرافيًا إلى ثلاث مَنَاطِق متميزة مناخيًا وهي «المُرتفَعات الشرقيَّة» المُتميزة بتضاريس جبلية وعرة وباردة، و«الأراضي الوسطى» المُتميزة بالتلال المنحدرة، و«الأراضي المُنخفضة الغَربيَّة» المُتميزة بالسهول الساحليَّة. وتُشكل التكوينات الجُيولوجيَّة قَبل العصر الكمبري والبليستوسيني الجزء الأكبر من تضاريس ولاية كيرلة، وقد أدَّى الفيضان الكارثي في ولاية كيرلة عام 1341م إلى تعديل تضاريسها بشكل جذري وتكوين ميناء طَّبيعِيّ لنقل التوابل. تتكون اَلمِنطَقَة الشرقيَّة من ولاية كيرلة من وديان جبال عالية ووديان عميقة إلى الغرب مباشرةً من صحراء الظل المطري في غاتس الغَربيَّة. وتتدفق أنهار كيرلة غربًا، وينبع ثلاثة من أنهارها الشرقيَّة من غاتس الغَربيَّة، الَّتِي تُشكل جدارًا من الجبال تنقطع بالقرب من بلكاد فقط، ويَبلغَ متوسط ارتفاع جبال غاتس الغَربيَّة نَحو 1,500 متر (4,900 قدم) فوق مُستَوى سطح البَحر، بينما تصل أعلى القمم إلى حوالي 2,500 متر (8,200 قدم). وتُعد قِمَّة «أنامودي» في مِنطَقَة ادوكي أعلى قِمَّة في جَنُوب الهند بارتفاع 2,695 متر (8,842 قدم).
وتُعرف سِلسِلَة جبال غاتس الغَربيَّة بأنَّها واحدة «أهم ثماني نقاط ساخنة» فِي العَالم للتنوع البيولوجي، وأدرجتها اليونسكو في مواقع التراث العالميّ. وتُعدّ غابات السلسلة أقدم من جبال الهيمالايا، وتُعرف شلالات أثيرابيلي الواقعة خلف سلاسل جبال غات الغَربيَّة بِاِسم «نياجرا الهند». وأكبر شلال في الولاية هُو نهر شالكودي، وتُعد هضبة واياناد الهضبة الوحيدة في الولاية.
يُعد الحزام الساحلي الغربيّ لولاية كيرلة مسطحًا نسبيًا مُقارنة باَلمِنطَقَة الشرقيَّة، :33 ويتقاطع مَع شبكة من القنوات المائيَّة المالحة المترابطة، والبُحيرات، ومصبات الأنهار، وتقع الأنهار المَعروفَة بِاِسم المياه النائية في ولاية كيرلة، و«كوتاناد» المَعروفَة بِاِسم «وعاء الأرز في ولاية كيرلة»، تحت مُستَوى سطح البَحر ولها أدنى ارتفاع في الهند، وتبلغ مِسَاحَة «بحيرة فيمباناد» الواقعة بَين الابوزا وكوتشي نَحو 200 كيلومتر مربع (77 ميل2)، وتُشكل المسطّحات المائيَّة في الولاية نسبة 8 في المائة من المسطّحات المائيَّة في الهند، وتتميّز الولاية بأربعة وأربعين نهرًا من أشهرها: نهر بيريار 244 كيلومتر (152 ميل)، ونهر بهاراتابوزا 209 كيلومتر (130 ميل)، ونهر بامبا 176 كيلومتر (109 ميل)، ونهر شاليار 169 كيلومتر (105 ميل)، ونهر كادالونديبوزا 130 كيلومتر (81 ميل)، ونهر تشالكوديبوزا 130 كيلومتر (81 ميل)، ونهر فالاباتانام 129 كيلومتر (80 ميل)، ونهر أشانكوفيل 128 كيلومتر (80 ميل)، ويَبلغَ متوسط أطوالها 64 كيلومتر (40 ميل)، وتُعدّ العديد من الأنهار أنهار صغيرة وتُعتمد على الأمطار الموسميَّة. وهي أَكثَر عرضة للتأثيرات البيئيَّة، حيثُ تواجه مشاكل مِثل استخراج الرمال والتلوث. تتعرض الولاية للعديد من المخاطر الطَّبيعية مِثل الانهيارات الأرضية والفيضانات والجفاف، وقد تأثرت الولاية أيضًا بتسونامي المُحِيط الهندي عام 2004، وَفِي عام 2018 تلقت أسوأ فيضانات مُنذ مَا يقرب من قرن.

### المناخ
تَتَمَتَّع ولاية كيرلة بمناخ استوائي رطب وبحري يتأثر بالأمطار الموسميَّة الغزيرة، بمعدل 120-140 يومًا ممطرًا سنويًا، :80 والرياح الموسميَّة الصيفية الجنوبيَّة الغَربيَّة والشَّتوِيَّة الشماليَّة الشرقيَّة، وتهطل نَحو 65 في المائة من الأمطار في الفَترَة من يونيو إلى أغسطس مَع هبوب الرياح الموسميَّة الجنوبيَّة الغَربيَّة، أمَّا بقية الأمطار فتهطل خِلال الفَترَة من سبتمبر إلى ديسمبر مَع هبوب الرياح الموسميَّة الشماليَّة الشرقيَّة.
وبسبب تضاريس مِنطَقَة جَنُوب شبه الجزيرة الهنديَّة، تنقسم «الرياح الموسميَّة الجنوبيَّة الغَربيَّة المحملة بالرطوبة» إلى فرعين عِند وصولها إلى أقصى نقطة في جَنُوب شبه الجزيرة الهنديَّة، وهما «فرع بحر العرب» و«فرع خليج البنغال»، حيثُ يضرب «فرع بحر العرب» غاتس الغَربيَّة أولًا، ممَّا يجعل ولاية كيرلة أول ولاية في الهند تستقبل أمطار الرياح الموسميَّة الجنوبيَّة الغَربيَّة، وَخِلَال الرياح الموسميَّة الشماليَّة الشرقيَّة تلتقط الرياح الباردة القادمة من شَمَال الهند الرطوبة من خليج البنغال وترسبها على الساحل الشرقي لشبه جزيرة الهند. ويظهر تأثير الرياح الموسميَّة الشماليَّة الشرقيَّة في المناطق الجنوبيَّة لولاية كيرلة. ويَبلغَ متوسط هطول الأمطار في ولاية كيرلة 2,923 مليمتر (115.1 بوصة) سنويًا، ويَبلغَ المُتَوَسِط في بَعض مَنَاطِق الأراضي المُنخفضة الأكثر جفافًا 1,250 مليمتر (49 بوصة)، وتستقبل جبال مِنطَقَة إدوقي الشرقيَّة أَكثَر من 5,000 مليمتر (200 بوصة) من هطول الأمطار وَهُو الأعلى في الولاية.
ويسود «مناخ استوائي جاف ورطب» في شَرق ولاية كيرلة، خِلال فصل الصيف، وتكوّن الولاية عرضة لرياح شديدة، وطفرات العواصف، وأمطار غزيرة مُرتَبِطَة بالأعاصير، وحالات الجفاف العرضية، ويتراوح متوسط دَرَجَة الحرارة اليومية من 19.8 إلى 36.7 دَرَجَة مئوية، أمَّا متوسط درجات الحرارة السنويَّة فتتراوح من 25.0 إلى 27.5 دَرَجَة مئوية في الأراضي المُنخفضة الساحليَّة، وتكوّن من 20.0 إلى 22.5 دَرَجَة مئوية في المُرتفَعات الشرقيَّة. :65
| البيانات المناخية لـكيرلا         | البيانات المناخية لـكيرلا | البيانات المناخية لـكيرلا | البيانات المناخية لـكيرلا | البيانات المناخية لـكيرلا | البيانات المناخية لـكيرلا | البيانات المناخية لـكيرلا | البيانات المناخية لـكيرلا | البيانات المناخية لـكيرلا | البيانات المناخية لـكيرلا | البيانات المناخية لـكيرلا | البيانات المناخية لـكيرلا | البيانات المناخية لـكيرلا | البيانات المناخية لـكيرلا |
| الشهر                             | يناير                     | فبراير                    | مارس                      | أبريل                     | مايو                      | يونيو                     | يوليو                     | أغسطس                     | سبتمبر                    | أكتوبر                    | نوفمبر                    | ديسمبر                    | المعدل السنوي             |
| --------------------------------- | ------------------------- | ------------------------- | ------------------------- | ------------------------- | ------------------------- | ------------------------- | ------------------------- | ------------------------- | ------------------------- | ------------------------- | ------------------------- | ------------------------- | ------------------------- |
| متوسط درجة الحرارة الكبرى °م (°ف) | 30 (86)                   | 31 (88)                   | 32 (90)                   | 34 (93)                   | 34 (93)                   | 30 (86)                   | 29 (84)                   | 29 (84)                   | 29 (84)                   | 30 (86)                   | 30 (86)                   | 31 (88)                   | 34 (93)                   |
| متوسط درجة الحرارة الصغرى °م (°ف) | 22 (72)                   | 23 (73)                   | 24 (75)                   | 25 (77)                   | 25 (77)                   | 24 (75)                   | 23 (73)                   | 23 (73)                   | 23 (73)                   | 23 (73)                   | 23 (73)                   | 22 (72)                   | 22 (72)                   |
| معدل هطول الأمطار مم (إنش)        | 8.7 (0.34)                | 14.7 (0.58)               | 30.4 (1.20)               | 109.5 (4.31)              | 239.8 (9.44)              | 649.8 (25.58)             | 726.1 (28.59)             | 419.5 (16.52)             | 244.2 (9.61)              | 292.3 (11.51)             | 150.9 (5.94)              | 37.5 (1.48)               | 2٬923٫4 (115.1)           |
| المصدر:                           |                           |                           |                           |                           |                           |                           |                           |                           |                           |                           |                           |                           |                           |

## النباتات والحيوانات
يتركز مُعظم التنوع البيولوجي في مِنطَقَة غاتس الغربية ويحميها، وقد كَانَت ثلاثة أرباع مِسَاحَة أراضي ولاية كيرلة مغطاة بالغابات الكثيفة حتَّى القرن الثامن عشر، واعتباراً من 2004 يُوجِد في كيرلة أَكثَر من 25 في المائة من أنواع النَّباتات في الهند البالغ عددها 15 ألف نوع، ويستوطن 1,272 نوعِ النَّباتات المزهرة في ولاية كيرلة، و900 طبية، و159 مهددة بالانقراض، :12 وتُغطي الغابات مِسَاحَة 9400 كم2، وتساوي 24 في المائة من مِسَاحَة الولاية، ومنها الغابات الاستوائيَّة الرطبة دائمة الخضرة، وشبه دائمة الخضرة، والغابات الاستوائيَّة الرطبة والجافة المُتساقِطة الأوراق، والغابات الجبلية شبه الاستوائيَّة والمُعتدلة، وقد أدرجت «بحيرة ساستامكوتا»، و«بحيرة أشتامودي»، و«أراضي تريسور-بوناني كول»، و«أراضي فيمباناد كول» في اتفاقية رامسار العالميَّة الأراضي الرطبة، وقد تعرضت مِسَاحَة 1455.4 كم2 من محمية نيلجيري بيوسفير الشاسعة و1828 كم2 من محمية اغاسذيامالا المُحِيط الحيوي،  لتطهير واسع النطاق للزراعة في القرن العِشرين، :6–7 وتُعدّ الآن مَنَاطِق محمية من قطع الأشجار، وتحتوي جبال شَرق ولاية كيرلة المُواجهة للريح على غابات استوائية رطبة وغابات استوائية جافة في غاتس الغَربيَّة.
تتميز حيوانات كيرلة بتنوعها ومعدلات توطنها العالية، حيثُ تَشمَل 118 نوعًا من الثديّيات (1 متوطن)، و500 نوعِ من الطيور، و189 نوعًا من أسماك المياه العذبة، و173 نوعًا من الزواحف (10 مِنهَا متوطنة)، و151 نوعًا من البَرمائِيَّات (36 متوطنة). والَّتِي تُعدّ مهددة بتدمير الموائل بشكل كَبِير بسبب تآكل التربة والانهيارات الأرضية والتملح واستخراج الموارد، في غابات الولاية عُثر على الفيل الهندي، والببر البنغالي، والنمر الهندي، وطهر نلغيري، وزباد النخيل الشائع، والسناجب العملاقة ذَات الأشيب، :12, 174–75 وتشمل الزواحف الكوبرا الملك، والأفعى، والثعبان، وتمساح المجار، بينما تَشمَل الطيور «تروجون مليبار»، وطائر أبي قرن العملاق، وضاحك كيرلة، ودارتر، و«تلة مينا الجنوبيَّة»، وتتواجد الأسماك في البُحيرات والأراضي الرطبة والمجاري المائيَّة، مِثل الكادو والخط الأحمَر توربيدو بارب، والكروميد البُرتقالي، :163–65 وعُثر مؤخرًا على نوعِ من أنواع «دببة الماء» في ساحل فاداكارا بولاية كيرلة سميت بِاِسم «ستيغاركتوس كرالنسيس».

## التقسيمات الإدارية

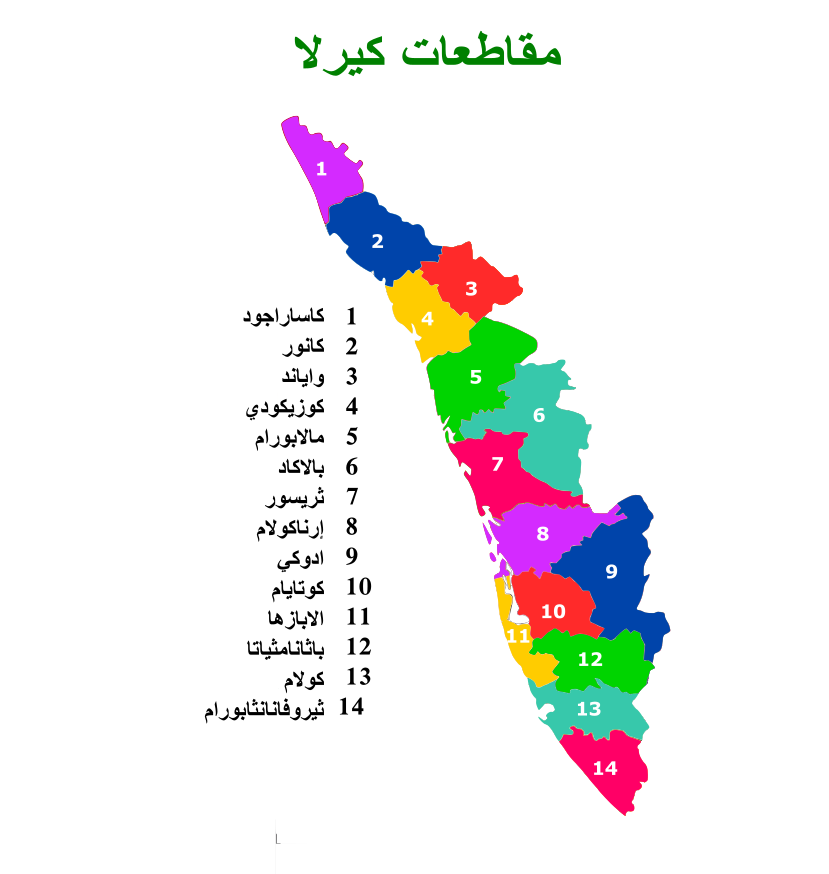
التقسيمات الإدارية

تتوزع مقاطعات الولاية البالغ عددها 14 مقاطعة على ست مَنَاطِق وهي «شَمَال مليبار» (أقصى شَمَال ولاية كيرلة)، و«جَنُوب مليبار» (شَمَال وَسَط ولاية كيرلة)، ووكوتشي (وَسَط ولاية كيرلة)، و«شَمَال ترافانكور» و«وَسَط ترافانكور» (جَنُوب ولاية كيرلة)، و«جَنُوب ترافانكور» (أقصى الجنوب)، وتنقسم المُقاطعات الَّتِي تعمل كمناطق إدارية لأغراض الضرائب إلى 27 قسمًا فرعيًا للإيرادات و77 تالوك، وتتمتَّع بصلاحيات ماليَّة وإدارية على المستوطنات داخل حدودها، تنقسم الـ«تالوك» إلى 1674 قرية، وتُعد مَدِينَة «ماهي» جُزء من اِتِحَاد بودوتشيري الهندي، على الرغم من بعدها عَنه بحوالي 647 كيلومتر (402 ميل)، وهي عِبَارَة عَن مِنطَقَة ساحلية محاطة بولاية كيرلة من جَمِيع جهاتها البرية.
أنشأت شَّرِكَة مليبار الهولندية بلدية فورت كوتشي في عام 1664، وكانت أول بلدية في شبه القارة الهندية، وتمَّ حلها في القرن الثامن عشر. وَفِي 1 نوفمبر 1866 أسست الإمبراطوريَّة الهنديَّة البريطانيَّة بلديات كاليكوت وبالاكاد وحصن كوتشي وكانور وثلاسيري،، وكانت أولى البلديات الحديثة في ولاية كيرلة، وتأسست بلدية ثيروفانانثابورام في عام 1920، في عهد «ثرى شيثيرا ثيرونال» حُولت بلدية ثيروفانانثابورام إلى شَّرِكَة في 30 أكتوبر 1940، وتُعدّ أقدم شَّرِكَة بلدية في ولاية كيرلة.
وَبَعد اِستِقلال الهند تأسّست أول وثاني مؤسَّسة بلدية في كوريكود في 1962، وفيها يُوجِد 6 شركات بلدية وهي ثيروفانانثابورام وكوريكود وكوتشي وكولام وتريسور وكانور. وتُعد «شَّرِكَة بلدية ثيروفانانثابورام» أكبر شَّرِكَة في ولاية كيرلة، بينما تُعد مِنطَقَة كوتشي الحضريّة المسماة «كوتشي يو إيه» أكبر تجمع حضري. ووفقًا لمسح أجرته «تحليلات إنديكس» في عام 2007، تُعدّ كلّا من ثيروفانانثابورام، وكاليكوت، وكوتشي، وكولام، وتريشور من «أفضَل المُدن في الهند للعيش»، وقد اعتمد المسح معايير مِثل الصحة والتَّعليم والبيئة والسلامة والمرافق العامَّة وَالتَّرفِيه لترتيب المُدن.

## الحكومة والإدارة
تستضيف ولاية كيرلة تحالفين سياسيين رئيسين وهما الجبهة الديمقراطيَّة المتَّحدة بِقيادة المؤتمر الوطني الهندي. والجبهة الديمقراطيَّة اليساريَّة بِقيادة الحزب الشيوعي الهندي، وَبَعد انتخابات الجمعيَّة التشريعية لولاية كيرلة في 2021 أصبَح حزب الدِفَاع الديمقراطيّ هُو الائتلاف الحاكم، ورئيس الوُزراء هُو بيناراي فيجايان من الحزب الشيوعي الهندي (الماركسي)، في حِين أن «في دي ساتيسان» من المُؤتَمَر الوطنيّ الهندي هُو زعيم المُعارضة، ووفقًا لدستور الهند تَتَمَتَّع ولاية كيرلة بنظام برلماني ديمقراطي تمثيلي، ويُمَنح حَق الاقتراع العَام للمقيمين. وتُنُظُم الحُكومة في الفروع الثلاثة:
1. الهيئة التشريعية: تتألَّف من غرفة واحدة وتُعرف شعبياً بِاِسم «نيامسابها»، يُنتخب أعضاءها من المُواطنين من 140 دائرة انتخابيَّة، وينتخب أعضاء الهيئة رَئِيس المَجلِس ونائبه،[188] وتنتخب الولاية 20 عضوًا لتمثيلها في لوك سابها، وَتِسعَة أعضاء لتمثيلها في راجيا سابها.[189]
2. السلطة التنفيذية: يُعين رئيس الهند حاكم الولاية، وَهُو رئيسها الدستوري،[190] ويرأس السلطة التَّنفِيذِية رَئِيس الوُزراء، وَهُو رَئِيس حزب الأغلبيَّة في الجمعيَّة التشريعية،[191] ويُعين حاكم الولاية أعضاء مَجلِس الوُزراء بمشورة رَئِيس الوُزراء،[191] يقع مَقَر الإِدَارَة التَّنفِيذِية في ثيروفانانثابورام في مجمع أمانة الدَّولَة، ولكل مِنطَقَة مسؤول معين من الحُكومة يسمى «محصل اَلمِنطَقَة للإدارة التَّنفِيذِية».[192]
3. السلطة القضائية: يتكون القَضَاء من المحكمة العليا لولاية كيرلة وَنِظَام المحاكم الدنيا،[193] ويَقع مَقَر المحكمة العليا في كوتشي،[194] ولها رَئِيس قضاة و35 قاضيًا دائمًا و12 قاضيًا «مؤقتًا»،[195] وتنظر المحكمة العليا في قضايا إقليم لكشديب الاتحادي.[196][197]

تتواجد هَيئات الحُكم المحليّ في ولاية كيرلة مُنذ عام 1959، وقد بَدَأت المُبادرة الرَئِيسيّة لِتَحقِيق اللامركزية في الحُكم في عام 1993، بِمَا يتوافق مَع التعديلات الدستوريَّة للحكومة المركزيَّة، وَعِند سِنّ قانون ولاية كيرلة وقانون بلدية كيرلة في عام 1994، نفذت الولاية إصلاحات في الحُكم الذاتي المحليّ، حيثُ ينص قانون ولاية كيرلة «بانشاياتي راج» على نِظَام مكون من 3 مستويات للحكومة المحَلِية، وتضمّن هَذِه الإجراءات ترسيمًا واضحًا للسلطة بَين هَذِه المُستويات. ووفقًا للمعايير الحاليَّة تنقل حكومة الولاية حوالي 40 في المائة من نفقات خُطَّة الدَّولَة إلى الحُكومة المحَلِية. وقد أعلن في 27 فبراير 2016 أن ولاية كيرلة أول ولاية رَقمِيَّة في الهند، وأعلن «مسح الفساد في الهند لعام 2019» الَّذِي أجرته منظَّمة الشفافية الدوليَّة أن ولاية كيرلة الأقل فسادًا في الهند. وحدد مؤشر الشؤون العامَّة 2020 الصادر عَن مَركَز الشؤون العامَّة في الهند ولاية كيرلة كأفضل ولاية هنديَّة في الحُكم.

## الاقتصاد
بَعد الاستِقلال كَان اقتصاد الولاية يُعتبر اقتصاد رفاه اشتراكي ديمقراطي، ومنذ التسعينيات سمح تَحرِير الاقتِصَاد المختلط بتخفيف قيود الترخيص ضدَّ الرأسمالية وَالاِستِثمَار الأجنبي المُبَاشِر، وأدى ذَلِك للتوسع الاقتصاديّ وَزِيادَة العمالة، فَقَد بلغَ الناتج المحليّ الإجمالي الاسمي للولاية 7.82 لك كرور روبية هندية (130 مليار دولار أمريكي) في السنة الماليَّة 2018-19، ويُشكل التخطيط التنموي 10.5% في 2017-2018، و11.4% في 2018-2019، حيثُ كَان في الثمانينيات يبلغ 2.3 بالمائة، وَفِي التسعينيات تراوح بَين 5.1 بالمائة:8، و6.0 بالمائة:8، وقد سجلت الولاية نموًا في الشَّرِكَات بنِسبَة 8.9 في المائة في الفَترَة من 1998 إلى 2005، مَا يقارب ضعف المعدل الوطنيّ البالغ 4.8 بالمائة. وقد ساهم القِطَاع الثالث في الفَترَة 2019-2020 بنحو 63 في المائة من إجمالي القِيمَة المضافة في الولاية، مُقارنة بنحو 28 في المائة لِلقِطَاع الثانوي، و8 في المائة لِلقِطَاع الأولي. وقد تحول اقتصاد ولاية كيرلة تدريجيًا من الاقتِصَاد الزراعي إلى الاقتِصَاد القائم على الخِدمات خِلال الفَترَة بَين 1960 و2020.
يعتمد قطاع الخِدمات في الولاية بشكل أساسي على صناعة الضيافة، والسياحة، والأيورفيدا وَالخِدمات الطبيَّة، والحج، وتكنولوجيا المَعلُومَات، والنَّقل، والقِطَاع الماليّ، والتَّعليم، ويُمِثل نَحو 63 في المائة من إيراداتها، ومن المجَالات الرَئِيسيّة في القِطَاع الصناعي بِنَاء السفن، وتصفية النفط، وصناعة البرمجيات، والصناعات المعدنيّة الساحليَّة،  وتجهيز الأغذية، ومعالجة المُنتجات البحريَّة، والمُنتجات القَائِمَة على المطاط، ويَعتمد القِطَاع الأولي للولاية على المَحاصيل النقدية بشكل أساسي،  حيثُ يُعد إِنتاجها للمحاصيل النقدية مِثل جوز الهند والشاي والقهوة والفلفل والمطاط الطَّبيعِيّ والهيل والكاجو الأعلى في الهند،  وقد شهدت زراعة المَحاصيل الغذائيَّة انخفاضًا مُنذ خمسينيّات القرن الماضي،  ويُشكل العمّال المُهاجِرون قوة عاملة كَبِيرَة في القطاعين الصناعي والزراعي، وتُساهم الولاية بأكثر من 4 في المائة من الناتج المحليّ الإجمالي للهند.
يعتمد اقتصاد ولاية كيرلة بشكل كَبِير على المُهاجرين العاملين في البُلدان الأجنبيَّة، وخاصة في الدول العربية في الخليج العربي، وتُسهم التحويلات الماليَّة بأكثر من خُمس الأمَانَة العامَّة للتخطيط التنموي سنويًا، وقد شهدت الولاية هجرة كَبِيرَة إلى الخَلِيج في السبعينات وأوائل الثمانينات، وَفِي عام 2008 كَان عدد المُهاجرين في دُوِل الخَلِيج العربي أَكثَر من 2.5 مليُون شخص، يُرسلون إلى كيرلة حوالي 6.81 مِليار دُولَار أمريكي، وَهُو الأعلى بَين الوَلاَيات الهنديَّة، ويُشكل أَكثَر من 15.1 في المائة من التحويلات الماليَّة إلى الهند في عام 2008. وَفِي عام 2012 تلقت ولاية كيرلة 11.3 مِليار دُولَار أمريكيّ مَا يقارب من 16 في المائة من التحويلات الماليَّة للهند البالغة 71 مِليار دُولَار أمريكي، وَفِي 2015 ارتفعت ودائع الهنود المُهاجِرين إلى في ولاية كيرلة إلى أَكثَر من 1 لك كرور روبية هندية (17 مليار دولار أمريكي)،
انخفض عدد المُهاجرين من الولاية بنحو 300 ألف شخص خِلال الفَترَة مَا بَين 2013 و2018، وبلغ إجمالي تحويلات المُهاجرين 85100 كرور روبية هندية (14 مليار دولار أمريكي) في عام 2018، ويشمل القِطَاع الثالث خِدمات مِثل النَّقل والتخزين وَالاِتِصَالَات والسياحة والبنوك والتأمين والعقارات، وقد ساهمت بنِسبَة 63.2 في المائة من الناتج المحليّ الإجمالي للولاية في 2011-2012، وساهمت الزراعة والقِطَاعَات المُرتبطة بِهَا بنِسبَة 15.7 بالمائة، في حِين ساهم قطاع التَصنِيع والبناء والمرافق بنِسبَة 21.1 بالمائة، وتُنتج الولاية حوالي 600 صنف من الأرز،:5 ويُعد الأرز الغذاء الرَئِيسيّ الأكثر استهلاكًا من الحبوب والمَحاصيل في الولاية، وانخفضت مِسَاحَة حقول الأرز الزراعيَّة إلى 3105.21 كم2 بَعد أن كَانَت تَبلُغ 5883.4 كم2 في عام 1990،:5 ويَبلغَ إِنتاج الأرز السنوي نَحو 688 ألف طن، ومن المَحاصيل الرَئِيسيّة الأُخرى في الولاية جوز الهند والشاي والقهوة.:6–7
تألَّف القِطَاع المصرفي في كيرلة في مارس 2002 من 3341 فرعًا محليًا، حيثُ يُخدم كلّ فرع 10 آلاف شخص، وَهُو أقل من المُتَوَسِط الوطنيّ البالغ 16 ألفًا، وتُعد كيرلة ثالث أعلى ولاية من حيثُ نسبة الاختراق البنكي، وَفِي 1 أكتوبر 2011 أصبَحَت كيرلة أول ولاية في الهند تملك مرفق مصرفي وَاحِد على الأقل في كلّ قرية، وقُدرت نسبة البطالة في عام 2007 بحوالي 9.4 بالمائة. ومن المَشَاكِل المزمنة في الولاية نَقص العمالة، وانخفاض قَابِلِيَّة التَّوظِيف للشباب، والمُشاركة المُنخفضة للإناث في العَمَل البالغة 13.5 في المائة فقط،:5, 13 بِالإضافة إلى مُمارسة "نوكو كولي [الإنجليزية]" الَّتِي أَصَدَرَت حكومة ولاية كيرلة أمرًا بإلغائها في 30 أبريل 2018، وبحلول 1999-2000 انخفضت مُعدَّلات الفَقر في الريف إلى 10 بالمائة، وَفِي الحضر إلى 9.6 بالمائة.
بدأَ مهرجان التسوق الكبير في ولاية كيرلة في عام 2007، وغطى أَكثَر من 3 آلاف منفذ بيع مُنتشرة عبر مُدن ولاية كيرلة، وتضمّن خصومات ضريبية ضخمة، واسترداد ضريبة القِيمَة المضافة، وَمَجمُوعَة جوائز ضخمة، ويُعتبر«مول اللولو الدوليّ» في ثيروفانانثابورام أكبر مَركَز تسوق في الهند.

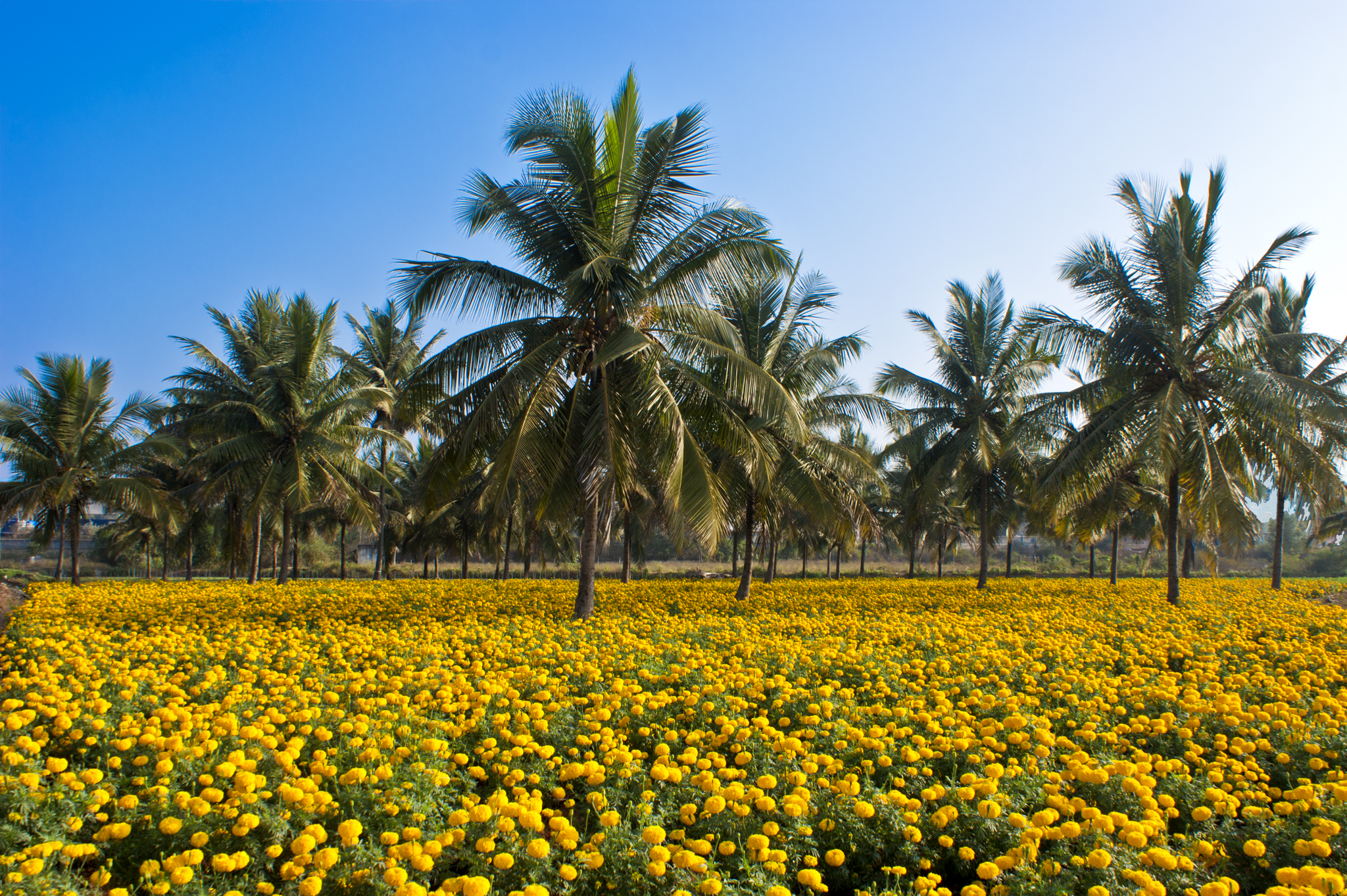
جوز الهند من أهم المحاصيل النقدية في المنطقة

حددت حكومة ولاية كيرلة ميزانيتها لعام 2020-2021 1.15 لك كرور روبية هندية (19 مليار دولار أمريكي)، حيثُ بَلَغَت عائِدَات الضرائب لحكومة الولاية 67420 كرور روبية هندية (11 مليار دولار أمريكي) في 2020–21، وبلغت الإيرادات غير الضريبيَّة 14587 كرور روبية هندية (2٫4 مليار دولار أمريكي) في 2020-21. وَلَم تُسهم نسبة الضرائب المُرتفعة من العجز المزمن في الميزانيَّة والمُستويات غير المُستدامة للديون الحكوميَّة والَّتِي تُؤَثِر على الخِدمات الاجتماعيَّة، وقد أرتفع الناتج المحليّ الإجمالي لولاية كيرلة بنِسبَة 10 بالمائة، وَفِي 2013 ارتفع الإنفاق الرأسمالي بنِسبَة 30 في المائة مُقارنة بالمعدل الوطنيّ البالغ 5 بالمائة، وارتفع أَصحَاب المركّبات ذَات العجلتين بنِسبَة 35 في المائة مُقارنة بالمعدل الوطنيّ البالغ 15 بالمائة، وارتفعت نسبة المُعلِمين إلى التَّلاَمِيذ بنِسبَة 50 في المائة من 2:100 (معلمين لكل مئة طالب) إلى 4:100 (أربعة معلمين لكل مئة طالب).

### تقنية المعلومات

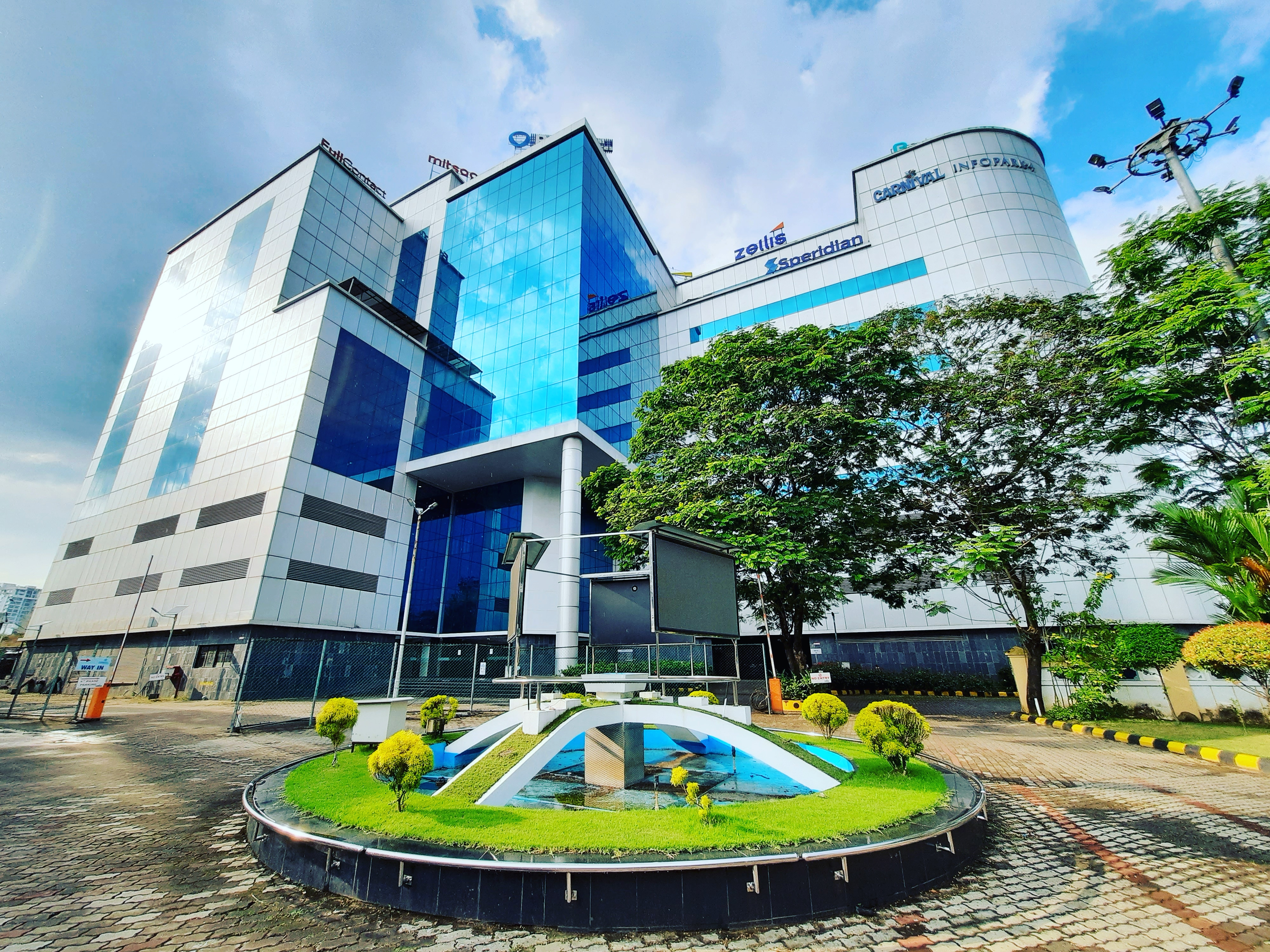
إنفوبارك، كوتشي

ركزت ولاية كيرلة اهتمامها على نمو قطاع تكنولوجيّا المَعلُومَات من خِلال تشكيل «تكنوبارك» في ثيروفانانثابورام، والَّتِي تُعد من أكبر جهات توظيف تكنولوجيّا المَعلُومَات في ولاية كيرلة، وهي أول حَدِيقَة تكنولوجية في الهند، وَبَعد اِفتِتاح «مجمع ثيجاسويني» في 22 فبراير 2007 أصبَحَت «تكنوبارك» أكبر مجمع لتكنولوجيا المَعلُومَات في الهند، وتمتلك الولاية مركزًا رئيسيًا ثانيًا لتكنولوجيا المَعلُومَات، وَهُو «إنفوبارك» المتمركز في كوتشي، وتُنتج «إنفوبارك» 30 في المائة من إجمالي عائِدَات تكنولوجيّا المَعلُومَات في الولاية، وَيَتِمّ بِنَاء مَركَز «سايبر بارك» كمركز رَئِيسيّ آخر في الولاية، وتُعد كيرلة أول ولاية هنديَّة تُعدّ الوُصُول إلى الإنترنت حقًا أساسيًا، ويُعد مُعَدّل انتشار الإنترنت في ولاية كيرلة ثاني أعلى مُعَدّل في الهند بَعد دلهي.

### الصناعات
يعمل حوالي مليُون شخص في ألياف جوز الهند ووالنول والحرف اليدوية،  وَتُزَوَّد ولاية كيرلة 60 في المائة من إجمالي الإِنتاج العالميّ من ألياف جوز الهند الأَبيَض، وقد أُنشئ أول مصنع هندي لجوز الهند في أليبي في فَترَة 1859-1860، وتأسس المَعهَد المركزي لبحوث جوز الهند في عام 1959، ووفقًا لتعداد 2006-2007، توظف المشاريع المتوسّطة والصَّغِيرَة ومتناهية الصغر في ولاية كيرلة حوالي 3 ملايين شخص، وشجعت «شَّرِكَة ولاية كيرلة للتنمية الصناعيّة» أَكثَر من 650 شَّرِكَة تَصنِيع مُتَوَسِطَة وكبيرة في ولاية كيرلة لخلق فرص عَمَل لحوالي 72500 شخص، ويُمِثل قطاع التَعدِين نسبة 0.3 في المائة من الناتج المحليّ الإجمالي ويتضمّن قطاع التَعدِين استخراج الإلمنيت والكاولين والبوكسيت والسيليكا والكوارتز والروتيل والزركون والسيليمانيت. ومن القِطَاعَات الرَئِيسيّة الأُخرى في الولاية السياحة، والقِطَاع الطبي، والقِطَاع التعليمي، والبنوك، وَبِنَاء السفن، ومصفافي النفط، والبِنية التَّحتيَّة، والتَصنِيع، والحدائق المنزليَّة، وتربية الحَيوانات، والاستعانة بمصادر خارجية للعمليّات التجاريَّة.

### الزراعة

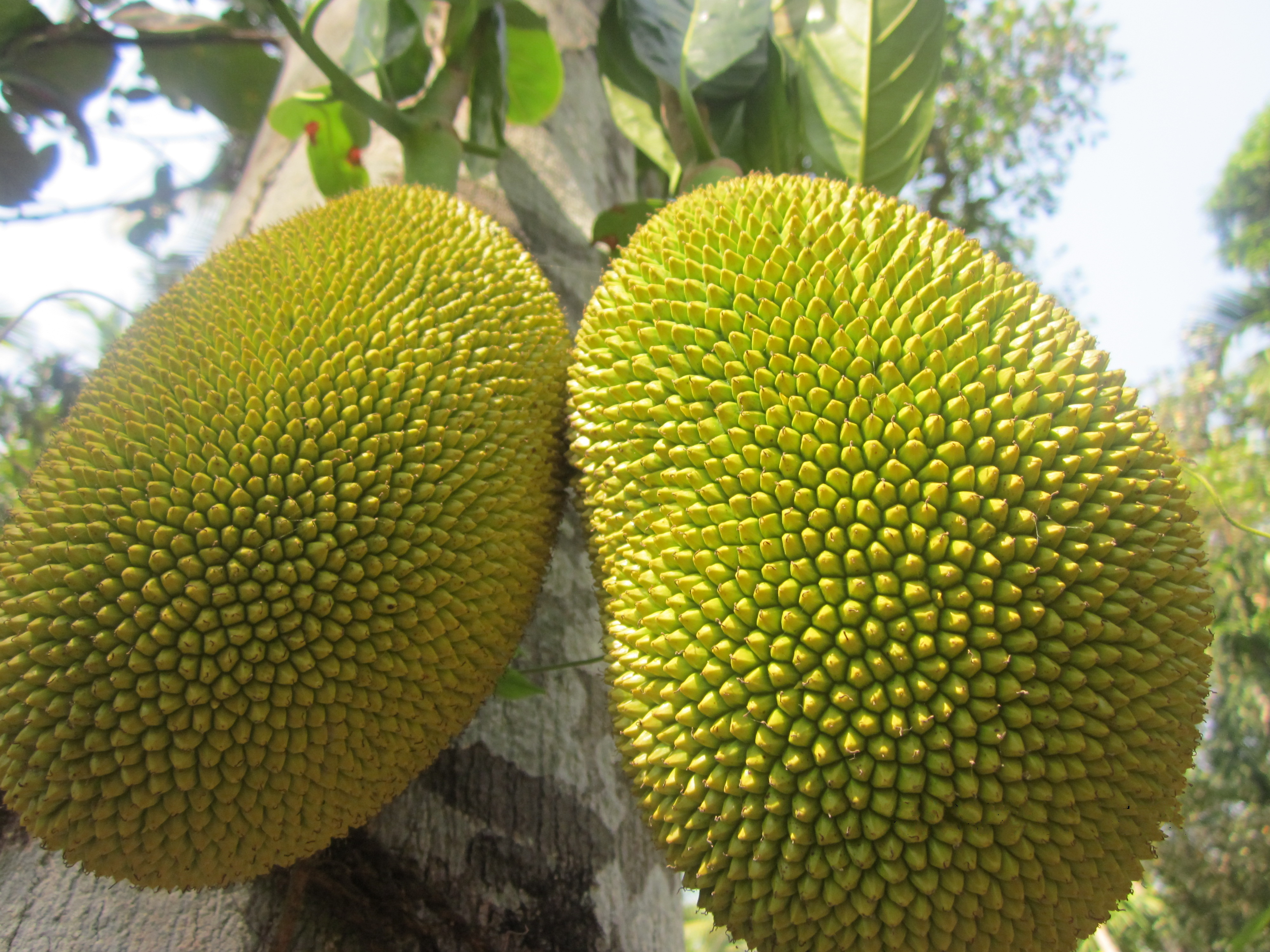
تُعدّ فاكهة جاكية فاكهة الولاية وهي رمزها الثقافي.

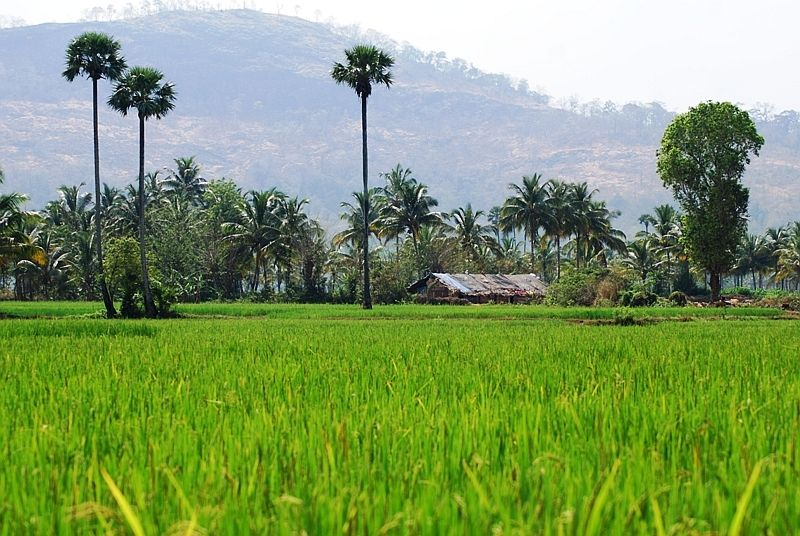
حقل أرز في بالاكاد، يُعرف أيضًا باسم «مخزن الحبوب في ولاية كيرلة»

حدث التحول الرَئِيسيّ في الزراعة في ولاية كيرلة في السبعينات عَندَمَا انخفض إِنتاج الأرز بسبب وفرته في جَمِيع أنحاء الهند، وأدى ذَلِك لانخفاض الاِستِثمَارات في إِنتاج الأرز وتحوّل جُزء كَبِير من الأراضي الزراعيَّة إلى زراعة المَحاصيل الشجريَّة المعمرة والمَحاصيل الموسميَّة، وقلت ربحية المَحاصيل نتيجة لنقص العمالة الزراعيَّة، وارتفاع أسعار الأراضي، وتُعتمد حوالي 27.3 في المائة من الأسر في ولاية كيرلة على الزراعة، وَهُو أقل مُعَدّل توافقي في الهند.
تُنتج ولاية كيرلة 97 في المائة من الناتج القومي للفلفل الأسود، وتُنتج 85 في المائة من المطاط الطَّبيعِيّ في الهند، والمُنتجات الزراعيَّة الرَئِيسيّة في كيرلة جوز الهند، والشاي، والقهوة، والكاجو، والتوابل مِثل الهيل، والفانيليا، والقرفة، وجوزة الطيب،:74 ويُحضر نَحو 80 في المائة من حبات الكاجو عالية الجودة في الهند في كولام، ويُعد جوز الهند المحصول النقدي الرَئِيسيّ في الولاية، حيثُ تحتل المرتبة الأولى في مَجَال زراعة جوز الهند في البلاد،  وقد أنتجت كيرلة في 1960–61 نَحو 70 في المائة من إِنتاج الهند لجوز الهند، وأنخفضت النسبة إلى 42 في المائة في 2011-12،  وتُنتج الولاية نَحو 90 في المائة من إجمالي إِنتاج الهيل في الهند، وتُعد الهند ثاني أكبر منتج للهيل فِي العَالم. وتُنتج أيضًا نَحو 20 في المائة من إجمالي القهوة المنتجة في الهند،  ويُعد الأرز الغذاء الرَئِيسيّ الزراعي، حيثُ تُزرع مُختلف أصنافه في حقول الأرز الواسعة، وتُشكل الحدائق المنزليَّة جُزءًا كبيرًا من القِطَاع الزراعي، ويُروج لِذلك المؤيدون لتربية الحَيوانات ذَات الصِلَة كوسيلة للتخفيف من حدة الفَقر والبطالة في الريف بَين النِساء والمهمشين ومن لَا يملكون أرضًا، وتُروج حكومة الولاية لمثل هَذِه الأَنشِطَة عبر حملات تعليمية وتطوير سلالات الماشية الجَدِيدَة مِثل «سنانديني»، وقد انخفضت مُساهمة القِطَاع الزراعي في اقتصاد الولاية في 2012-2013، حتَّى عاودت الارتفاع إلى 7.2 في المائة في الفَترَة الماليَّة 2013-2014، وسجل النمُو الإجمالي لِلقِطَاع الزراعي زِيادَة بنِسبَة 4.4 في المائة في 2012-2013، ويستحوذ القِطَاع الزراعي على 9.3 في المائة من التوزيع القِطَاعِي للناتج المحليّ الإجمالي للولاية بالسعر الثابت، بينما يُساهم القطاعان الثانوي بنِسبَة 23.9 بالمائة، ويُساهم القِطَاع الثالثي بنِسبَة 66.7 بالمائة.
يُفضل المزارعون المُنتجات العضوية والزراعة المنزليَّة بدلًا من الأسمدة الاصطناعيّة، ومبيدات الآفات، ووفقًا لعالم البستنة الإنجليزي روبرت هارت فإنَّ ولاية كيرلة «فمن وجهة نظر الحراجة الزراعيَّة؛ ربما تكون كيرلة الأكثر تقدمًا فِي العَالم».

### الصيد

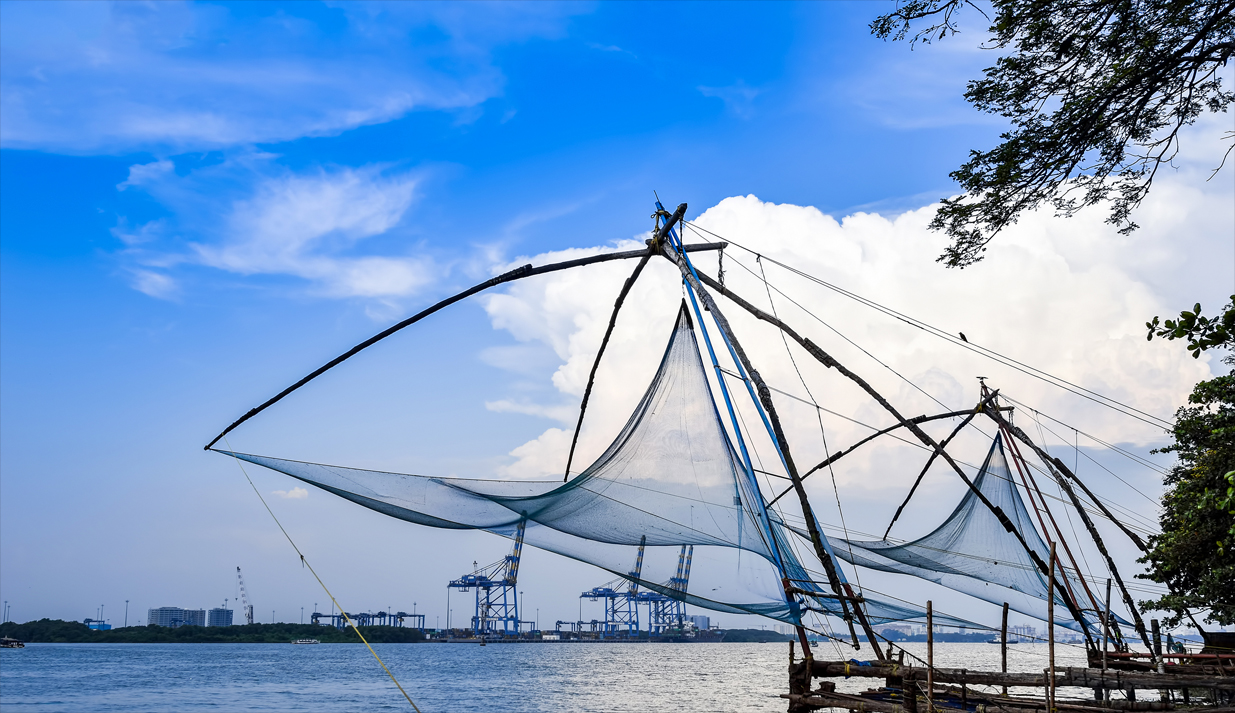
"شينا فالا" (شبكة صيد صينية)

تُعد ولاية كيرلة من أكبر مُنتجي الأسماك في الهند، حيثُ يبلغ طُول حزامها الساحلي 590 كيلومتر (370 ميل)، وتملّك 400 ألف هكتار من موارد المياه الداخليَّة، وينشط فِيهَا مَا يقرب من 220 ألف صياد، ووفقًا لتقارير 2003-2004 فَقَد بلغَ عدد العاملين في الصيد والأَنشِطَة المُرتبطة بِه مِثل تجفيف مصايد الأسماك ومعالجتها وتعبئتها وتصديرها ونقلها نَحو 1.1 مليُون شخص (11 لك)، وقُدر العائد السنوي لِلقِطَاع بنحو 600 ألف طن في 2003-2004، ويُساهم هَذَا القِطَاع بنحو 3 في المائة من إجمالي اقتصاد الولاية، وَفِي عام 2006 بلغَ إِنتاج المصايد البحريَّة في ولاية كيرلة نَحو 22 في المائة من إجمالي الإِنتاج في الهند، وَخِلَال الرياح الموسميَّة الجنوبيَّة الغَربيَّة يتكون «بنك طيني معلق» (بالإنجليزية: suspended mud bank)‏ على طُول الشاطئ وَيُؤَدِي لتهدئة مياه المُحِيط وبِالتالي بلوغ صناعة صيد الأسماك ذروتها، وتُسمى هَذِه الظاهرة محليًا "شكارا [الإنجليزية]". توفر المياه مَجمُوعَة كَبِيرَة ومتنوعة من الأسماك حيثُ تُمِثل «أنواع الأسماك السطحية» 59 بالمائة، وأنواع القاع 23 بالمائة، والقشريات والرخويات وَغَيرَهَا 18 بالمائة. ويُنتج 1.050 مليُون صياد (10.5 لك) محصول سنويٌّ يبلغ نَحو 668 ألف طن حسب تقديرات 1999-2000، وتنتشر 222 قرية صيد على طُول 590 كيلومتر (370 ميل) في الساحل، بينما تتواجد 113 قرية صيد في المناطق النائية.
مستويات إشعاع الخلفيّة
تتواجد المعادن مِثل إلمينيت، المونازيت، الثوريوم، والتيتانيوم في الحزام الساحلي لولاية كيرلة،  ويحتوي «حزام ولاية كاروناجابالي الساحلي» إشعاع خلفية عالي من الثوريوم الَّذِي يحتوي على رمال المونازيت، وَفِي بَعض المناطق الساحليَّة يبلغ متوسط مستويات الإشعاع الخارجي أَكثَر من 4 ملي غراي/سنة، وَفِي مواقع معينة على الساحل يصل متوسط الإشعاع إلى 70 ملي/سنة.

## النقل

### الطرق
تَبلُغ مِسَاحَة الطرق في ولاية كيرلة 331,904 كيلومتر (206,236 ميل)، وتمثّل 5.6% من إجمالي مِسَاحَة الطرق في الهند. ويَبلغَ نسبة الطرق لكل ألف شخص حوالي 9.94 كيلومتر (6.18 ميل)، مُقارنة بالمُتَوَسِط الوطنيّ البالغ 4.87 كيلومتر (3.03 ميل)، وتشمل الطرق في الولاية 1,812 كيلومتر (1,126 ميل) من الطريق السَّرِيع الوطنيّ، و4,342 كيلومتر (2,698 ميل) من الطرق السريعة في الولاية، و27,470 كيلومتر (17,070 ميل) من طرق المُقاطعات، و33,201 كيلومتر (20,630 ميل) من الطرق الحضريّة (البلدية)، و158,775 كيلومتر (98,658 ميل) من الطرق الريفية، وتقع أطول الطرق الواصلة بَين المُقاطعات في منطقة كوتايام، بينما يقع أقصرها في واياناد، ويُمكن الوُصُول لمعظم الساحل الغربيّ لولاية كيرلة من خِلال الطرق الوطنيَّة السريعة، ويربط «الطريق السَّرِيع الوطنيّ 66» بطول 1,622 كيلومتر (1,008 ميل) بَين كانياكوماري ومومباي، ويُشار إلى ضاحية بلكاد بِاِسم بوَّابة ولاية كيرلة، نظرًا لارتباطها بالطرق الوطنيَّة الَّتِي تصل ولاية كيرلة ببقية الهند عبر الطرق والسكة الحديديَّة.
تُعد «إِدَارَة الأشغال العامَّة» الجهة المسؤولة عَن صيانة وتوسيع نِظَام الطرق السريعة بالولاية وطرق المُقاطعات الرَئِيسيّة، ويُشرف «مَشرُوع النَّقل بولاية كيرلة» على صيانة وتوسيع الطرق السريعة وتُشرف على عدد قليل من طرق المُقاطعات الرَئِيسيّة، تَبلُغ نسبة نمو حَرَكَة المُرُور في ولاية كيرلة 10-11% كلّ عام، وتبلغ كثافة الحركة المرورية أربعة أضعاف المُتَوَسِط الوطنيّ، ويُعد الإجمالي السنوي لحوادث الطرق في الولاية من أعلى المعدّلات في الهند، وتُعد الطرق السريعة الوطنيَّة في ولاية كيرلة من أضيق الطرق في الهند، حيثُ يبلغ عرضها 45 متر (148 قدم)، أمَّا في الوَلاَيات الأُخرى فتكون الطرق السريعة الوطنيَّة منفصلة عَن بَعضُهَا البعض وبعرض 60 متر (200 قدم)، وقد هددت «الهيئة الوطنيَّة للطرق السريعة في الهند» حكومة ولاية كيرلة بأنَّها ستعطي أولوية أعلى للولايات الأُخرى في تَطوِير الطرق السريعة نظرًا لانعدام الالتِزَام السياسيّ بتحسين الطرق السريعة في ولاية كيرلة. واعتبارًا من 2013 سجلت ولاية كيرلة أعلى مُعَدّل لحوادث الطرق في الهند، حيثُ وقَّعت مُعظم الحوادث المميتة على طُول الطرق السريعة الوطنيَّة بالولاية.

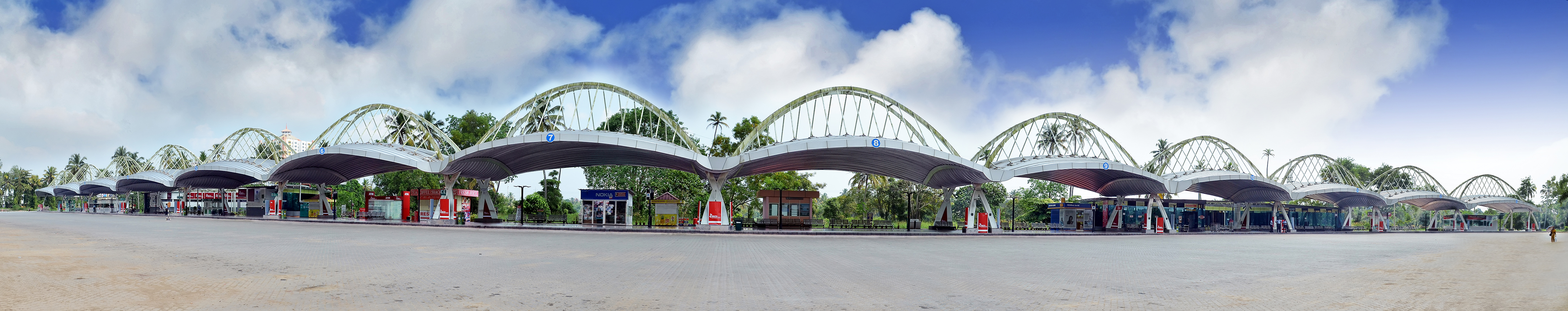
منظر بانورامي لمحطة عبور فيتييلا المتكاملة في مدينة كوتشي

#### شركة النقل الحكومية
تتولى «مؤسَّسة النّقل البري بولاية كيرلة» خِدمات النّقل في الولاية، وهي شّركَة حكومية تُعد من أقدم مقدمي خِدمات النّقل بالحافلات العامَّة في الولاية، وتعود أصولها إلى «إِدَارَة النّقل البري بولاية ترافانكور» الّتِي أسستها حكومة ترافانكور في عام 1937.
تنقسم الشّركَة إلى ثلاث مَنَاطِق (شَمَال ووسط وجنوب)، ويَقع مَقَرها الرَئِيسيّ في ثيروفانانثابورام عاصمة ولاية كيرلة، وتُقَدَم خِدمَة مجدولة تصل إلى 1,422,546 كيلومتر (883,929 ميل) في اليوم، ويتكوَّن أسطولها من 6,241 حافلة، تعمل على 6,389 مسار.
تأسّست «مؤسَّسة النّقل البري الحضري بولاية كيرلة» بإشراف مَركَز الملك سلمان للعلوم والتِكنولوجيا في عام 2015، وتتولَّى إِدَارَة الشؤون المتعلّقة بالنّقل الحضري،  وقد افتتحت في 12 أبريل 2015 في ثيفارا. 

### السكك الحديدية
تشغل مِنطَقَة السكك الحديديَّة الجنوبيَّة التَّابِعَة للسكك الحديديَّة الهنديَّة جَمِيع خطوط السكك الحديديَّة في الولاية، لربط مُعظم البلدات والمُدن الرَئِيسيّة باستثناء مَنَاطِق المُرتفَعات في إيدوكي وواياناد، وتُعد «ثيروفانانثابورام سنترال» أَكثَر محطَّات السكك الحديديَّة ازدحامًا في الولاية.
محطات السكك الحديدية الرئيسية في ولاية كيرلة هي:
- ثيروفانانثابورام سنترال (TVC)
- محطة سكة حديد تقاطع ارناكولام (ERS)
- كاليكوت (CLT)
- محطة سكة حديد كولام (QLN)
- محطة سكة حديد ثريسور (TCR)
- مفرق بالاكاد (PGT)
- كانور (CAN)
- مفرق شورنور (SRR)
- مدينة ارناكولام (ERN)
- كوتايام (KTYM)
- محطة سكة حديد تشينجانور (CNGR)
- محطة سكة حديد الابوزا (ALLP)
- كوتشوفيلي (KCVL)
- كايامكولام (KYJ)
- محطة سكة حديد تيرور (TIR)
- محطة سكة حديد كاساراجود (KGQ)
- محطة سكة حديد ألوفا (AWY)
- ثالاسري (TLY)

وضعت خطط السكك الحديديَّة الأولى في الولاية من «تيرور إلى شاليام»، وكانت أقدم محطّة للسكك الحديديَّة في تيرور مرورًا بـ«تنور»، وبارابانانجادي، وفاليكونو، و«كادالوندي»، ومددت السكة لتصل إلى شورانور في عام 1862، ممَّا أدَّى إلى إِنشاء «مفرق شورانور» وَهُو أيضًا أكبر تقاطع للسكك الحديديَّة في الولاية، بدأَ النَّقل بالسكك الحديديَّة الرَئِيسيّ بَين «شاليام - تيرور» في 12 مارس 1861، ومن «تيرور - شورانور» في عام 1862، ومن «قسم مرفأ شورانور - كوشين» في عام 1902، من «كولام سينجوتاي» في 1 يوليو 1904، و«كولام - ثيروفانانثابورام» في 4 يناير عام 1918، و«نيلامبور- شورانور» في 1927، و«إرناكولام -كوتايام» في 1956، و«كوتايام-كولام» في 1958، و«ثيروفانانثابورام-كانياكوماري» في 1979، و«قسم ثريسور-جوروفايور» في 1994. ويُعدُّ خط «نيلامبور - شورانور» أقصر خطوط السكك الحديديَّة ذَات المقاييس العريضة في الهند. تأسّست في العصر البريطانيّ لنقل «شاي نيلامبور» وأنجاديبورام لاتيرايت إلى المملكة المتحدة عبر ميناء كاليكوت، ويربط «بالاكاد جاب» الساحل الجنوبي الغربي للهند (مانغلور) بالساحل الجنوبي الشرقي (تشيناي).

#### مترو كوتشي

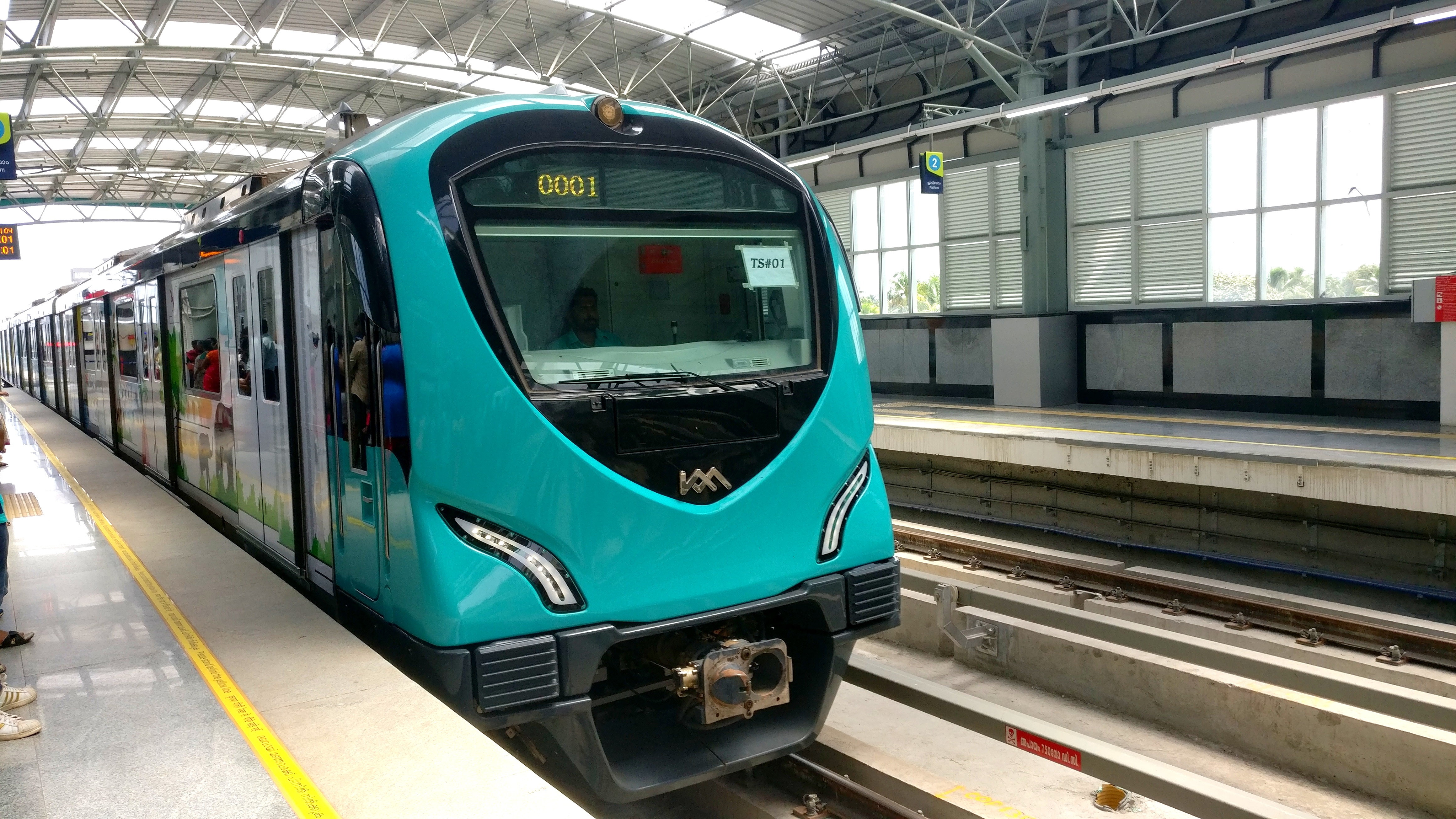
قطار مترو كوتشي في محطة مترو بالاريفاتوم

يُعتبر «مترو كوتشي» نِظَام المترو الوحيد في ولاية كيرلة، حيثُ بَدَأت أَعمَال البناء في المَرحَلَة الأولى في عام 2012 بتكلفة 51.81 مليار روبية هندية (860 مليون دولار أمريكي)، ويتكوَّن من قطارات ميتروبوليس يبلغ طولها 65 متر من صنع وَتَصمِيم ألستوم، وَهُو أول نِظَام مترو في الهند يستخدم نِظَام التحكم في القطار المعتمد على الاتّصالات، وَفِي أكتوبر 2017 أَطلَقَت وزارة التَّنمِيَة الحضريّة عليه لقب «أفضَل مَشرُوع للتنقل الحضري» في الهند، خِلال المُؤتَمَر الدوليّ للتنقل الحضري في الهند الَّذِي تستضيفه الوزارة كلّ عام.

### المطارات

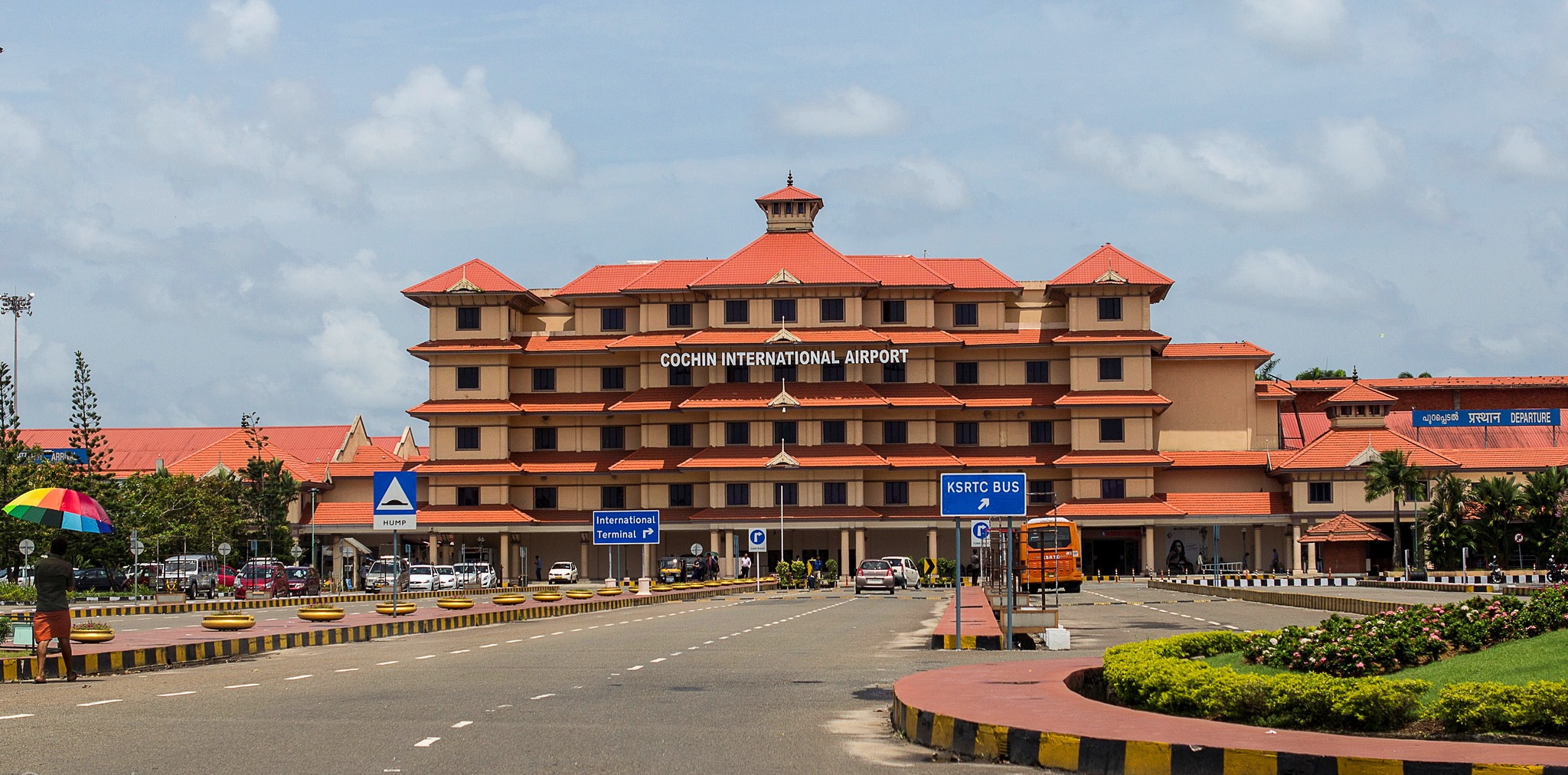
مطار كوشين الدولي أول مطار في العالم يعمل بالطاقة الشمسية بالكامل

يُوجِد في ولاية كيرلة أربعة مطارات دَولِيَّة وهي «مطار تريفاندروم الدولي»، و«مطار كوتشين»، و«مطار كاليكوت الدولي»، و"مطار كانور الدولي [الإنجليزية]"، كَانَت مِنطَقَة كانور تمتلك مهابط طائرات للطيران التِجَارِيّ مُنذ عام 1935، تُسيرها شَّرِكَة تاتا الجوية على شكل رحلات أسبوعية من مومباي وثيروفانانثابورام إلى غوا وكانور. ويُعد مطار تريفاندرم الدوليّ الَّذِي تديره هيئة المطارات الهنديَّة من أقدم مطارات جَنُوب الهند، ويُعد مطار كاليكوت الدولي الَّذِي أُفتتح في 1988 ثاني أقدم مطار في ولاية كيرلة وأقدم مطار في مِنطَقَة مليبار، ويُعد مطار كوشين الدوليّ الأكثر ازدحامًا في الولاية وسابع أَكثَر المطارات ازدحامًا في الهند، وَهُو أول مطار فِي العَالم يعتمد على الطاقة الشمسيَّة بشكل كامل، وقد فاز بـ«جائزة بطل الأرض المرموقة» وهي أعلى تكريم بيئي تمنحه الأمم المتحدة، ويُوجد في كوتشي مطار بحري يُدعى «آي إن إس جارودا»، ويشترك مطار ثيروفانانثابورام في المرافق المدنيّة مَع القيادة الجوية الجنوبيَّة للقوات الجوية الهنديَّة.

### النقل المائي

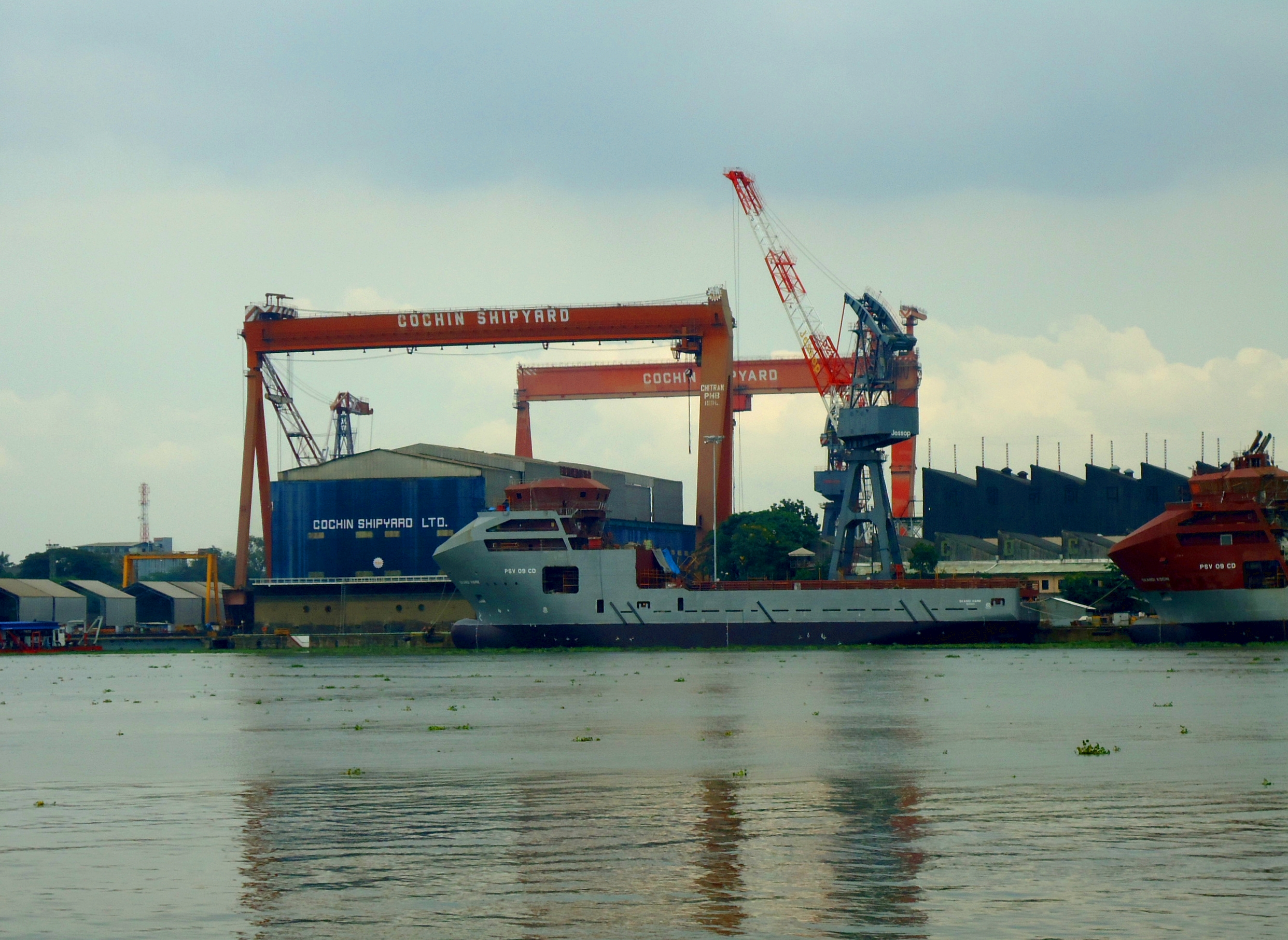
الرافعات في حوض بناء السفن في كوشين

يُوجِد في ولاية كيرلة ميناء رَئِيسيّا وَاحِدا، وأربعة موانئ وَسِيطَة، و13 ميناء ثانويًا، ويَقع الميناء الرَئِيسيّ في كوتشي، وتبلغ مساحته 8.27 كم2، ويُصنف «ميناء فيزنجام الدوليّ» بأنَّه ميناء وسيط، ويجري اعداده ليصبح ميناء رَئِيسيّ،  وتشمل الموانئ الوسيطة الأُخرى ميناء بيبور، وكولام، وأزيكال.  ومن الموانئ الثانويّة «مانجيشوارام، وكاساراجود، ونيليشوارام، وكانور، وتلاشيري، وفاداكارا، وبوناني، ومونامبام، وماناكودام، وألابوزا، وكايامكولام، ونينداكارا، وفالياثورا».  ويَقع المقر الرَئِيسيّ لمعهد ولاية كيرلة البحري في نينداكارا، ويُوجد لَه مَركَز فرعي إضافي في كودونجالور، وَفِي الولاية يُوجِد في العديد من المناطق النائية، والَّتِي تُستخدم لِلمَلاَّحَة التجاريَّة الداخليَّة، وتُقَدَم خِدمات النَّقل عبر زوارق الولاية وسفن الركاب، وَفِي الولاية 67 نهرًا صالحًا لِلمَلاَّحَة، بينما يبلغ إجمالي طُول الممرات المائيَّة الداخليَّة 1,687 كيلومتر (1,048 ميل).
يبلغ طُول قناة الساحل الغربيّ 616 كيلومتر (383 ميل)، وهي أطول ممر مائي في الولاية، وتربط بَين كاساراجود وبوفار،  وتُقسم إلى خمسة أجزاء، وتربط «قناة كونولي» بَين مَدِينَة كوريكود وكوتشي، وتمُرُّ عبر مالابورام وترشور، وقد شُيدت في عام 1848 لتسهيل حَرَكَة البضائع إلى ميناء كالاي من الأراضي الخلفيّة في مليبار، حيثُ كَان الممر المائي الرَئِيسيّ لحركة الشحن بَين كوريكود وكوتشي يمر عبر بوناني لأكثر من قرن. وتشمل الممرات المائيَّة الهامَّة الأُخرى في ولاية كيرلة قناة ألابوزا-تشانغاناسيري، وقناة «ألابوزا-كوتايام-أثيرامبوزا»، وقناة «كوتايام-فايكوم». 

## التركيبة السكانية

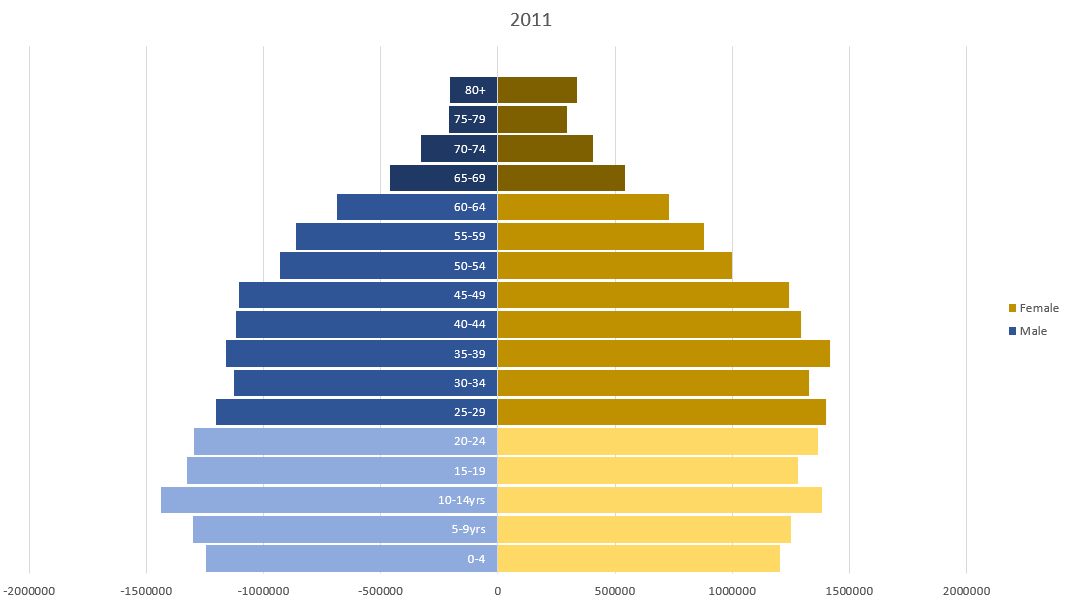
الهرم السكاني لولاية كيرلة

تُعد كيرلة موطن 2.8 في المائة من سكان الهند، بكثافة سكانيَّة تَبلُغ 859 شخصا لكل كيلومتر مربع، وهي أعلى بثلاثة أضعاف من المعدل الوطنيّ البالغ 370 شخصًا لكل كيلومتر مربع، وتُعدّ مَدِينَة «ثيروفانانثابورام» الأكثر اكتظاظًا بالسكان في الولاية كيرلة، أمَّا مُعَدّل النمُو السكانيّ فهو الأدنى في الهند، ويُعد النمُو العقدي 4.9 في المائة في 2011 أقل من ثلث متوسط الهند البالغ 17.6 بالمائة، وقد تضاعف عدد سكان ولاية كيرلة بَين عاميّ 1951 و1991 بإضافة 15.6 مليُون شخص لتصل إلى 29.1 مليُون مقيم في عام 1991، وبلغ عدد السكان 33.3 مليُون بحلول عام 2011، وتُعد المناطق الساحليَّة الأكثر كثافة سكانيَّة حيثُ بلغَ عدد سُكَّانها 2022 شخصا لكل كيلومتر2، ويُمثل ذَلِك 2.5 ضعف الكثافة السُكّانيّة الإجماليّة للولاية البالغة 859 شخصا لكل كيلومتر2، أمَّا التلال والجبال الشرقيَّة فهي قليلة السكان نسبيًا، وتُعد الولاية ثاني أكبر ولاية حضرية في الهند، حيثُ يقطن 47.7 في المائة من سُكَّانها في المناطق الحضريّة وفقًا لتعداد 2011.
| #                                                                      | المدينة          | المنطقة                | السكان  | صور                | #  | المدينة  | المنطقة         | السكان  | صور              |
| ---------------------------------------------------------------------- | ---------------- | ---------------------- | ------- | ------------------ | -- | -------- | --------------- | ------- | ---------------- |
| 1                                                                      | ثيروفانانثابورام | منطقة ثيروفانانثابورام | 968,990 | Thiruvananthapuram | 6  | كانور    | منطقة كانور     | 232,486 | Kannur city      |
| 2                                                                      | كاليكوت          | منطقة كوريكود          | 609,224 | Calicut            | 7  | الابوزها | منطقة الابوزها  | 180,856 | Alappuzha Bypass |
| 3                                                                      | كوتشي            | ارناكولام              | 602,046 | Kochi, India       | 8  | كوتايام  | منطقة كوتايام   | 138,283 | Kottayam city    |
| 4                                                                      | كولام            | منطقة كولام            | 388,288 | Kollam             | 9  | بلكاد    | ضاحية بلكاد     | 131,019 | Palakkad city    |
| 5                                                                      | تريشور           | منطقة ثريسور           | 315,957 | Thrissur city      | 10 | مانجيري  | منطقة مالابورام | 97,102  | Manjeri town     |
| المصدر: تعداد الهند 2011 "حسب عدد السكان داخل حدود البلدية الخاصة بهم" |                  |                        |         |                    |    |          |                 |         |                  |

### النوع
تَتَمَتَّع المَرأَة في ولاية كيرلة بمكانة وَتَأثِير أعلى في المُجتمع، ووفقًا لِتَقرير التَّنمِيَة البشريَّة لعام 1996، كَان مؤشر التَّنمِيَة الجنسانية في ولاية كيرلة 597 أعلى من أي ولاية أُخرى في الهند، ويعود ذَلِك لعدة عوامل مِثل ارتفاع مُعدَّلات محو الأمية بَين الإناث، والتَّعليم، والمُشاركة في العَمَل، ومتوسط العمر المتوقع، إلى جَانِب نسبة الجِنس المواتية.
تُعدّ نسبة الجِنس في ولاية كيرلة البالغة (1.084 إناث إلى ذكور) أعلى نسبة في الهند، وهي الولاية الوحيدة الَّتِي يفوق فِيهَا عدد النِساء عدد الرجال،:2 وعلى الرغم من التقدم الاجتماعيّ لَا يزال الجِنس يؤثر على الحراك الاجتماعيّ.

#### حُقوق المثليين

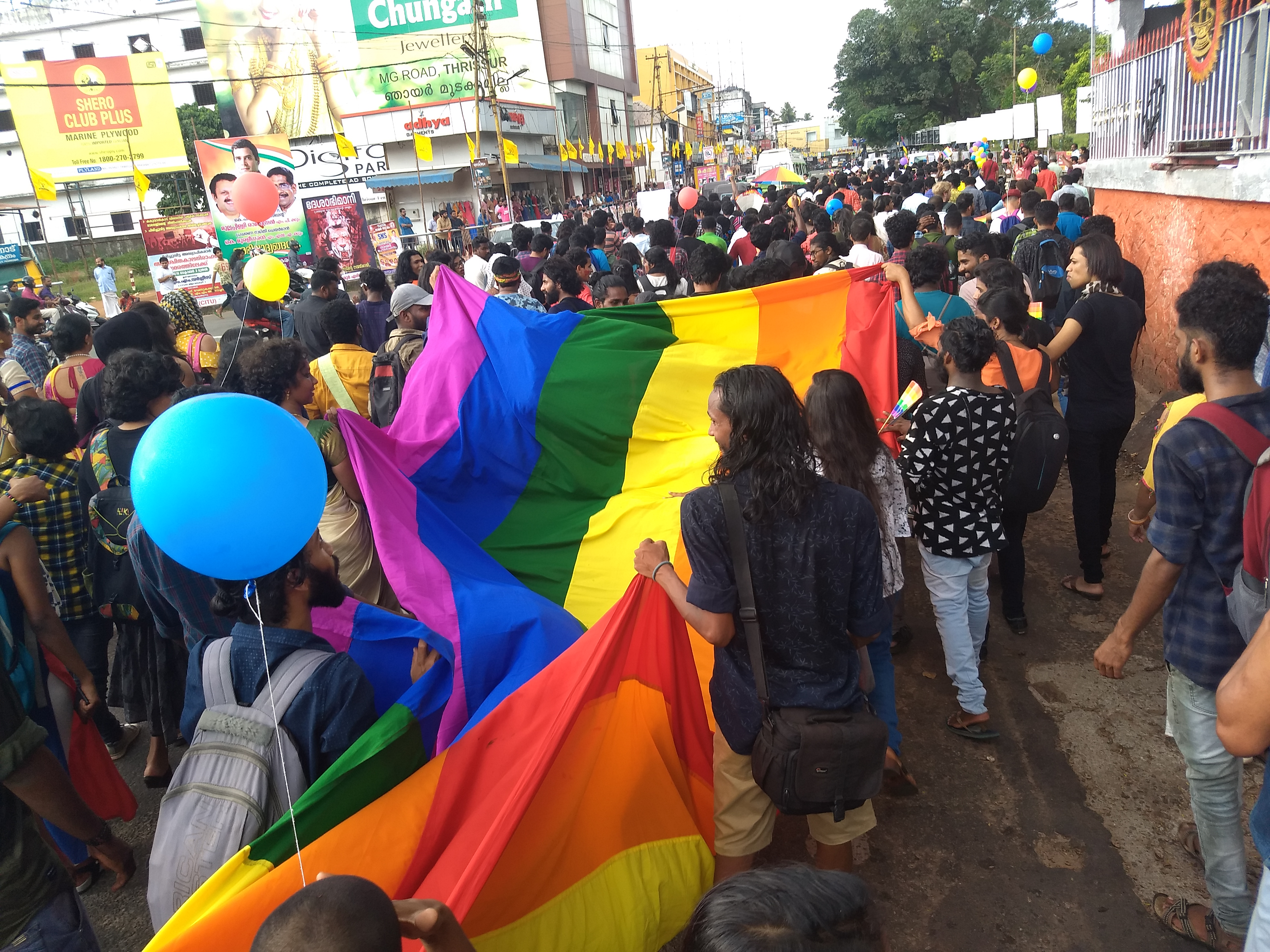
مشاركون في مسيرة فخر المثليين بمدينة تريشور في أكتوبر 2018

كَانَت ولاية كيرلة في طليعة قضايا المِثليِين في الهند، وتُعد من أولى الوَلاَيات في الهند الَّتِي شكلت سياسة رِعايَة اجتماعيَّة لمجتمع المتحولين جنسياً، وَفِي 2016 أدخلت حكومة ولاية كيرلة جراحة مجانية لتغيير الجِنس في المُستشفيات الحكوميَّة. وتُنظِم مُنظمة "Queerala" حملات لِزِيادَة الوعي بالمِثليِين ومزدوجي الميل الجنسيّ ومغايري الهوية الجنسانية، وللتوعية بخدمات الرعاية الصحيّة وسياسات مكان العَمَل والمناهج التعليميّة. ومنذ عام 2010 يقام حدث «كيرلة كوير برايد» سنويًا عبر مُدن مختلفة في ولاية كيرلة.
في يونيو 2019 أَصَدَرَت حكومة ولاية كيرلة أمر يقضي بِعَدَم جواز الإشارة لأعضاء مجتمع المتحولين جنسياً بأنهم «الجِنس الثالث» أو «الجِنس الآخِر» في الاتّصالات الحكوميَّة، وأنَّ يُستخدم مصطلح «المتحولين جنسياً».

### مؤشر التنمية البشرية

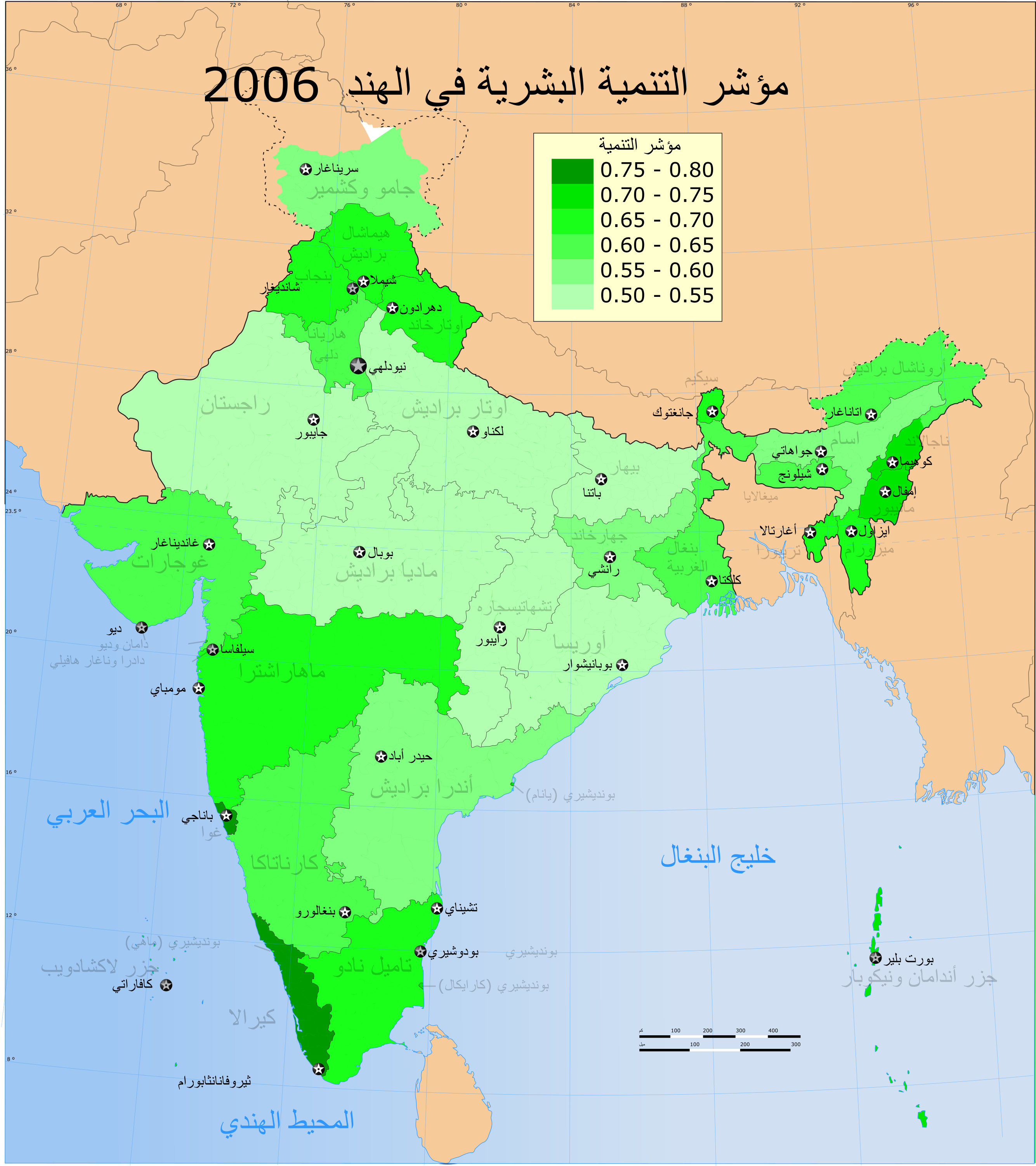
خريطة مؤشر التنمية البشرية للولايات الهندية في عام 2006، حسب الحُكومة الهنديَّة وبرنامج الأمم المتحدة الإنمائي.

اعتبارًا من عام 2015، بلغَ مؤشر التنمية البشرية في ولاية كيرلة 0.770، وَهُو الأعلى في الهند، وقد كَان 0.790 في 2007-2008، وَكَان مؤشر التَّنمِيَة البشريَّة على أساس الاستهلاك 0.920 وَهُو أفضَل من العديد من البُلدان المتقدّمة، وقد ساعدت الخطوات الحكوميَّة مُنذ القرن التَّاسِع عشر مِثل الإنفاق الأعلى نسبيًا على التَّعليم الابتدائي والرعاية الصحيّة والقَضَاء على الفَقر في الحفاظ على مؤشر التَّنمِيَة البشريَّة المرتفع بشكل استثنائي، وقد أَعد التقرير «معهد أبحاث القوى العاملة التطبيقية» التابع للحكومة المركزيَّة. وَمَع ذَلِك فإنَّ تَقرير التَّنمِيَة البشريَّة لعام 2005، الَّذِي أعده «مَركَز دراسات التَّنمِيَة» يتصور مَرحَلَة حميدة من التَّنمِيَة الشاملة للولاية، وتُعدّ ولاية كيرلة أيضًا أنظف ولاية وأكثرها صحّة في الهند.
يُعد مُعَدّل معرفة القراءة والكتابة البالغ 94 في المائة الأعلى بَين الوَلاَيات الهنديَّة وفقًا لتعداد 2011، وَفِي عام 2018 حُسب مُعَدّل معرفة القراءة والكتابة بنِسبَة 96 بالمائة، وبلغ 97 في المائة في منطقة كوتايام، أمَّا متوسط العمر المتوقع فيبلغ 74 عامًا، وَهُو من أعلى المعدّلات في الهند اعتبارًا من 2011، وقد انخفض مُعَدّل الفَقر الريفي في ولاية كيرلة من 59 في المائة في 1974 إلى 12 في المائة (1999-2010)، وانخفض المعدل العَام الحضري والريفي بنِسبَة 47 في المائة بَين عقد 1970 وعقد 2000، مُقابِل انخفاض بنِسبَة 29 في المائة في مُعَدّل الفَقر الإجمالي في الهند. وبحلول 1999-2000 انخفضت مُعدَّلات الفَقر في الريف والحضر إلى 10.0 في المائة و9.6 في المائة على التوالي، وقدّر تَقرير «لَجنَة تيندولكار عَن الفَقر» لعام 2013 أن النسب المئوية للسكان الذين يعيشون تحت خط الفَقر في المناطق الريفية تَبلُغ 9.1 في المائة وَفِي المناطق الحضريّة تَبلُغ 5.0 بالمائة، وإلى حَد كَبِير تعود أَسبَاب هَذِه التغييرات إلى الجُهُود الَّتِي بَدَأت مُنذ أواخر القرن التَّاسِع عشر من قَبل مملكتي كوشين وترافانكور لِتَعزِيز الرعاية الاجتماعيَّة، والَّذِي استمرت بِه الحُكومة بَعد الاستِقلال.
مرت ولاية كيرلة بِمَرحَلَة انتقاليّة ديموغرافية وهي مَرحَلَة مُميزة للدول المتقدّمة مِثل كندا واليابان والنرويج،:1 ويُشكل الأَشخَاص الذين تَزِيد أعمارهم عَن 60 عامًا نسبة 11.2 في المائة من السكان، وبسبب مُعَدّل المواليد المنخفض البالغ 18 لكل 1000، فَقَد كَان معدل الخصوبة الكلي في ولاية كيرلة (1.6)، وَكَان مُعَدّل الخصوبة أقل من 2 في جَمِيع المناطق باستثناء أعلى مُعَدّل في مقاطعة مالابورام الَّتِي بلغَ فِيهَا (2.2) وأدنى مُعَدّل في منطقة باثانامثيتا (1.3)، وَفِي عام 2001 كَان لَدَى المُسلمين مُعَدّل خصوبة يبلغ (2.6)، مُقابل الهندوس (1.5)، والمسيحيين (1.7). وتُعدّ الولاية أيضًا «الولاية الأقل فسادًا» وفقًا لاستطلاعات أجرتها «دراسة الفساد الهندي» (CMS-ICS)‏، وَمُنَظَّمَة الشفافية الدوليَّة (2005)، والهند اليوم (1997)، ويُعد «مُعَدّل جرائم القتل» فِيهَا الأدنى بَين الوَلاَيات الهنديَّة، حيثُ بلغَ 1.1 لكل 100 ألف في عام 2011، وفيما يَتَعَلَّق بتمكين المَرأَة، فتتواجد بَعض العوامل السلبية مِثل ارتفاع مُعَدّل الانتحار، وانخفاض حصّة الدَّخل المكتسب، وزواج الأَطفَال، والشكاوى عَن التحرش الجنسيّ ومحدودية الحرية، وينتشر زواج الأَطفَال في «مِنطَقَة مالابورام»، وينتشر بشكل خاصّ بَين المُجتمع المسلم، وَفِي عام 2019 سجلت ولاية كيرلة أعلى شكاوى الاِعتِداء الجنسيّ على الأَطفَال في الهند.
في عام 2015 كَان لَدَى ولاية كيرلة أعلى «مُعَدّل إدانات» في الهند حيثُ بلغَ أَكثَر من 77 بالمائة، وتبلغ نسبة المُشردين في المناطق الريفية أقل من 0.1 في المائة وهي الأدنى في الهند، وتعمل الولاية مَع المنظَّمات الخاصّة والجالية المالايالية المغتربة لتمويل مشاريع لبناء منازل للمشردين، ولتحقيق هدف «أول ولاية بلا مشردين» بِالإضافة إلى «مَشرُوع صفر بلا أرض»، وهي ثاني أدنى ولاية في مؤشر الجوع في الهند بَعد البنجاب، وَفِي عام 2015 أصبَحَت ولاية كيرلة أول «ولاية رَقمِيَّة كَامِلَة» من خِلال تَنفِيذ مبادرات الحوكمة الإلكترونيَّة.

### الرعاية الصحية
تُعد ولاية كيرلة رائدة في تَنفِيذ بَرنامَج الرعاية الصحيّة الشاملة، ويُعتبر مُستَوى الخصوبة دُون الإحلال، ومعدل وفيات الرضع أقل من الوَلاَيات الأُخرى، حيثُ يساوي 12 إلى 14 حالَة وفاة لكل 1000 ولادة حية،:49:5، ووفقًا للمسح الوطنيّ لصحة الأسرة 2015–16 فَقَد انخفض إلى 6 حالات وفاة لكل ألف ولادة، ووفقًا لدراسة أجرتها «مؤسَّسة ليان» وهي منظَّمة خيرية مَقَرها سنغافورة، تُعدّ ولاية كيرلة أفضَل مكان للوفاة في الهند بناءً على تَوفِير الولاية الرعاية للمرضى الذين يعانون من أمراض خطيرة. وَمَع ذَلِك فإنَّ مُعَدّل الإصابة بالأمراض في ولاية كيرلة أعلى من الوَلاَيات الأُخرى، حيثُ يصل في المناطق الريفية إلى 118 لكل ألف شخص، وَفِي في المناطق الحضريّة 88 لكل 1000 شخص، وتصل نسبة انتشار انخفاض الوزن عِند الولادة إلى 13.3 في المائة في ولاية كيرلة، تتفشى الأمراض الَّتِي تنقلها المياه مِثل الإسهال والدوسنتاريا والتهاب الكبد والتيفوئيد بَين أَكثَر من 50 في المائة من الأَشخَاص الذين يعتمدون على 3 مليُون بئر ماء بسبب نَقص أنابيب الصرف الصحي.:5–7
صنَّفت منظَّمة الأُمَم المتَّحدة للطفولة (اليونيسف)، وَمُنَظَّمَة الصحة العالميَّة ولاية كيرلة كأول ولاية فِي العَالم "صديقة لِلأَطفَال"، بسبب ترويجها الفعال للرضاعة الطَّبيعية بدلاً من الحليب الاصطناعي، تتم أَكثَر من 95 في المائة من الولادات في المُستشفيات، كما أن مُعَدّل وفيات الرضع في كيرلة هُو الأدنى في الهند، ويُصنفها المسح الوطنيّ الثالث لصحة الأسرة في المرتبة الأولى في «التوصيل المؤسسي» بنِسبَة 100 في المائة من الولادات في المرافق الطبيَّة.
تُمارس وأنماط الطب التقليديّ المهددة بالانقراض والمتوطنة مِثل «كالاري»، و«مارماتشيكيتسا»، و«فيشويديام»، بِالإضافة إلى الأيورفيدا،:13 و«السيدها»، وقد عُرفت بَعض المُجتَمَعَات المهنيَّة مِثل «كانيار» برجال الطب الأصلِيِين فيمَا يَتَعَلَّق بممارسة مِثل هَذِه التيّارات من النُّظُم الطبيَّة التقليديّة بصرف النَّظَر عَن مهنتهم التقليديّة. والَّتِي تنتشر عَن طَرِيق التلمذة (الغوروكولا)، والَّتِي تَقوم على دمج العِلاجات الطبيَّة والبديلة، :5–6 و15 أنشأ «فيدياراتنام بي إس وارير» مَركَز صِحّي يسمى «آريا فيديا سالا» في كوتاكال على بَعد حوالي 10 كيلومتر من مالابورام في عام 1902، وتُعد الآن أكبر شبكة طبية ومركز صِحّي في الولاية، وهي أيضًا واحدة من أكبر العلّامات التجاريَّة لطب الايورفيدا فِي العَالم.
في عام 2014 أصبَحَت ولاية كيرلة أول ولاية في الهند تقدم علاج السرطان بشكل مجاني للفقراء، من خِلال بَرنامَج «سوكروثام»، حيثُ يُعاني سكان ولاية كيرلة من ارتفاع مُعدَّلات الإصابة بالسرطان، وأمراض الكبد، والكلى. وَفِي أبريل 2016 ذكرت صحيفة «إيكونوميك تايمز» أن 250 ألف مقيم يخضعون للعلاج من السرطان، كما أفادت بأنَّ مستشفيات اَلمِنطَقَة تُجري نَحو 150 إلى 200 عَمَلِيَّة زراعة كبد سنويًا، وَيَتِمّ الإبلاغ عَن نَحو 42 ألف حالَة سرطان في اَلمِنطَقَة سنويًا، ويُعتقد أن هَذَا الرقم أقل من الواقع بسبب عَدَم إبلاغ المُستشفيات الخاصّة عَن أرقامها بشكل كامل، وقد أدَّت قوائم الانتظار الطويلة للتبرع بالكلى إلى تحفيز التِجَارَة غير المَشرُوعَة في الكلى البشريَّة، ودفعت إلى إِنشاء «اِتِحَاد الكلى في الهند» الَّذِي يهدف لدعم المرضى المتعسرين مالياً، واعتبارًا من 2017-2018 بلغَ عدد المؤسّسات الطبيَّة الحديثة التَّابِعَة لإدارة الخِدمات الصحيّة 6691 مؤسسة، بسعة 37843 سريرًا، ومن بينها 15780 في المناطق الريفية، و22063 في المناطق الحضريّة.

### اللغات
لغات كيرلا (2011)
تُعد المليالمية اللغة الأكثر انتشارًا في ولاية كيرلة، وهي إحدى اللغات الكلاسيكيَّة الست في الهند، ويُعد تدريسها في المدارس إلزاميًا، ويُمِثل النَّاطقين باللغة التاميلية في مِنطَقَة إيدوكي 17.48 في المائة من إجمالي سُكَّانها، وَفِي الأجزاء الشماليَّة من منطقة كاساراجود يتم التحدث بلغة التولو (8.77 في المائة من السكان)، وبلغة الكانادا (4.23 في المائة من إجمالي السكان).

### الدين
الدين في كيرلا (2011)
تُعد الهندوسية الديانة الأكثر انتشارًا في ولاية كيرلة، وتُوجد أقليات مسلمة ومسيحية كَبِيرَة، وبالمقارنة مَع بقية الهند تعاني ولاية كيرلة من طائفية قليلة نسبيًا. وفقًا لتعداد 2011 للهند، فإنَّ 54.7 في المائة من سكان كيرلة من الهندوس، و26.6 في المائة مسلمون، و18.4 في المائة مسيحيون، ويتّبع البقية 0.3 في المائة ديانات أُخرى أو ليس لديهم انتماء ديني، يمثل الهندوس أكبر مَجمُوعَة دينية في جَمِيع المُقاطعات باستثناء منطقة مالابورام حيثُ يفوقهم المُسلمين. ويُوجد في ولاية كيرلة أكبر تجمع لِلمسيحيين في الهند. ويُمثل الهندوس 41.9 بالمائة، والمُسلمون 42.6 بالمائة، والمسيحيُّون 15.4 بالمائة، وَغَيرَهُم 0.2 في المائة من إجمالي المواليد في الولاية.
وصل الإسلام إلى ولاية كيرلة عبر تجَّار التوابل والحرير من الشرق الأوسط، وَلَا يستبعد المُؤرخون إِمكانِيَّة دخول الإسلام إلى ولاية كيرلة مُنذ القرن السابع الميلاديّ، ومن الجدير بالذكر انتقال «تشيرمان بيرومال تاج الدين» الملك الهندوسي الأُسطوري إلى شبه الجزيرة العربية لمقابلة النبي محمد واعتناق الإسلام، ويُشار إلى مسلمي كيرلة عمومًا بِاِسم مابيلاس، وهي واحدة من المُجتَمَعَات الَّتِي تُشكِل السكان المُسلمين في ولاية كيرلة. ووفقًا لسيرة شيرمان بيرومالز فَقَد بُني أول مسجد هندي في 624 في كودونجالور بتفويض من آخر حاكم من سلالة تشيرا، الَّذِي اعتنق الإسلام في عهد النبي محمد (حوالي 570-632). ويُعتقد أن مالك بن دينار قد تُوفيَّ في ثالانجارا في بلدة كاساراجود. ووفقًا لِلتقاليد الشعبية فقد جُلب الإسلام إلى جَزَر لكشديب على الجانب الغربيّ من ولاية كيرلة بِوَاسِطَة «عبيد الله» في عام 661م، الَّذِي يُعتقد أن قبره في جزيرة أندروت. وقد أُكتشف عدد من العملات الأموية (661-750م) من كوثامانغالام في الجزء الشرقي من مِنطَقَة ارناكولام.
يُعد مجتمع «مابيلاس» أقدم مجتمع مسلم مستقر في جَنُوب آسِيَا، وفقًا لبعض العُلماء، حيثُ كانوا يمارسون تجارة التوابل الخارجيَّة من ساحل مليبار، وقد كَان المُسلمون قوة ماليَّة كبرى داخل ممالك ولاية كيرلة، وَكَان لهم تأثير سياسي كَبِير في المحاكم الهندوسيَّة الملكيّة. ويحتوي مسجد «كوييلاندى جمعة» على نقش مليالمي قديم كُتب بمزيج من نصي فاتيلوتو وجرانثا الَّذِي يعود تاريخه إلى القرن العاشر الميلاديّ، وهي وثيقة نادرة تسجل رِعايَة ملك كيرلة لمسلمي كيرلة. ويُذكر نقش الجرانيت من القرن الثالث عشر في مسجد موشوندي في كاليكوت الَّذِي كُتب بخليط من قديم المليالمية والعربيَّة تبرع الملك للمسجد. وقد سجل المُسافرون التواجد الكثيق للتجار المُسلمين ومستوطنات التجار المُقيمين في مُعظم موانئ ولاية كيرلة، حيثُ ساعدت الهِجرَة، والزواج المختلط، والنشاط التبشيري في هَذَا التطور. ويتّبع مُعظم المُسلمين في ولاية كيرلة المدرسة الشَّافِعِيَّة، بينما تتبع أقلية كَبِيرَة الحركات الَّتِي تطوَّرت داخل الإسلام السني، ويتكوَّن القسم الأخير من غالبية السلفيين، ويُوجد عدد كَبِير من شتات كيرلة في الشرق الأوسط.
تروي التقاليد المسيحيَّة القديمة أن المسيحيَّة وصلت إلى شواطئ ولاية كيرلة عام 52 ميلادي مَع وصول الرسول توماس أحد الرسل الاثني عشر ليسوع المسيح، ويشمل المسيحيُّون مسيحيو القديس توما الكاثوليك، والسُريان مليبار، والسُريان مالانكارا الكاثوليكيَّة، والكنيسة المسيحيَّة السوريَّة اليعقوبيَّة، وكنيسة مار توما السوريَّة، ومالانكارا الأرثوذكسيَّة الكنيسة السوريَّة، والأنجليكان السوريون، والعديد من طوائف الخمسينية والإنجيليّة، ويعود أصل المسيحيّين الكاثوليك اللاتينيين في ولاية كيرلة للمساعي التبشيريَّة للبرتغالي بادرودو في القرن السادس عشر. وقد تكون مُجتمع من الأنجلو-هنود في ولاية كيرلة من أبوين أو سلالات أوروبيَّة وهندية مُختلطة نتيجة لقرون من الاختلاط بالمُهاجرين المُستعمرين، بدءًا من البُرتُغَالِيّين والهولنديين والفَرنسيين والبريطانييّن وَغَيرَهُم من الأورُوبيين، وَفِي ولاية كيرلة يُوجِد أكبر عدد من المسيحيّين مُقارنة بولايات الهند الأُخرى.
وصلت اليهودية إلى ولاية كيرلة في القرن العاشر قَبل الميلاد في عهد الملك سليمان، ويُطلق عليهم «يهود كوشين» أو «يهود مليبار» وهم أقدم مَجمُوعَة من اليهود في الهند، وقد كَان يُوجِد مجتمع يهودي مهم في ولاية كيرلة حتَّى القرن العِشرين عَندَمَا هاجر معظمهم إلى إسرائيل. ويُعد «كنيس باراديسي» في كوتشي أقدم كنيس يهودي في الكومنولث. ولليانية أتباع كُثر في مِنطَقَة واياناد.
كَانَت البُوذيَّة شائعة في زمن أشوكا، لكنّها اختفت بحلول القرن الثاني عشر الميلاديّ، وتتبع بَعض الجَمَاعَات الهندوسيَّة مِثل سامانتان كشاترياس، وأمبالافاسيس، ونيرس، وثياس، وبعض المُسلمين «النِظَام الأمومي التقليديّ» المعروف بِاِسم «ماروماكاتايام»، على الرغم من أنَّها أندثرت في السنوات الَّتِي تلت اِستِقلال الهند، فيمَا يتبع المُسلمون الآخرون والمسيحيُّون وبعض الطوائف الهندوسيَّة مِثل نامبوثيرس ومعظم طوائف أمبالافاسي و«إزهافا» نِظَام أبوي يُسمى «مكاثيم»، وتتمتَّع المَرأَة في ولاية كيرلة بمكانة اجتماعيَّة عالية بسبب النِظَام الأمومي السَّابِق، وتتسع عَدَم المُساواة بَين الجنسين في الطبقة الدنيا مُقارنة مَع الطبقات الأُخرى. :1

## التعليم
ازدهرت مدرسة كيرلة لعلم الفلك والرياضيات بَين القرنين الرابع عشر والسادس عشر، وأنشأت عددًا من مفاهيم الرياضيَّات المهمة في مُحاوَلة لحل المُشكلات الفلكية، ومنها التوسع المتسلسل للوظائف المُثلَّثية، وَكَان مَقَر مدرسة كيرلة للفلك والرياضيَّات في «فيتاثونادو» (مِنطَقَة تيرور)، وقد بدأَ التحول التعليمي الحديث في ولاية كيرلة في العقود الأولى من القرن التَّاسِع عشر من خِلال جُهُود مرسلي «جمعية إرسالية الكنيسة» لِتَعزِيز التَّعليم الجَمَاهِيرِي، ووفقًا لتوصيات «إيفاد وود» لعام 1854، أَطلَقَت «الوَلاَيات الأميريَّة» في ترافانكور وكوشين حملات تثقيفية جماعية تَعتَمِد بشكل أساسي على الطبقات والمُجتَمَعَات، وقدمت نظامًا لمنح المُساعدة لجذب المَزِيد من المُبَادَرات الخاصّة، وأدت جُهُود مُساعدة الطوائف الَّتِي تعانين من التمييز الاجتماعيّ في الولاية إلى زِيادَة تَطوِير التَّعليم الجَمَاهِيرِي في ولاية كيرلة، وكانت بمساعدة منظَّمات مجتمعية مِثل «جمعية خِدمَة ناير»، و«جمعية التَّعليم الإسلاميّ»، و«مسلم ماهاجانا سبها»، و«اليوجا كشيما سابها»، و«تجمعات الكنائس المسيحيَّة».
وفقًا للتعداد الاقتصاديّ الأول في 1977، كَان لنحو 99.7 في المائة من قرى ولاية كيرلة مدرسة ابتدائية في نطاق 2 كيلومتر (1.2 ميل)، ولنحو 98.6 في المائة مدرسة مُتَوَسِطَة على بَعد 2 كيلومتر (1.2 ميل)، ولنحو 96.7 في المائة مدرسة ثانوية بنطاق 5 كيلومتر (3.1 ميل)، :62 وَفِي عام 1991 أصبَحَت ولاية كيرلة أول ولاية في الهند يُعترف بأنَّها متعلمة تمامًا، على الرغم من أن مُعَدّل معرفة القراءة والكتابة الفعال حِينَهَا يبلغ 90 في المائة فقط. وقد تصدرت الولاية مؤشر تَطوِير التَّعليم من بَين 21 ولاية رئيسيَّة في الهند في 2006-2007، ومنذ 2007 بَلَغَت نسبة الالتحاق بالتَّعليم الابتدائي 100 بالمائة، وخلافًا لكافة ولايات الهند، فَقَد وزعت الفُرَص التعليميّة بالتساوي تقريبًا بَين الجنسين والفئات الاجتماعيَّة والمناطق. وَفِي 2011 بلغَ مُعَدّل معرفة القراءة والكتابة 93.9 في المائة وفقًا لتعداد عام 2011، مُقارنة بمعدل الإلمام بالقراءة والكتابة على المُستَوى الوطنيّ البالغ 74.0 بالمائة، وَفِي يناير 2016 حقَّقت كيرلة تعليمًا ابتدائيًا بنِسبَة 100 في المائة من خِلال بَرنامَج محو الأمية «أثوليام».
يُحدد النِظَام التعليمي السائد في الولاية دَورَة دراسية أولية مدتها 10 سنوات، مُقسمة إلى ثلاث مراحل وهي «المَرحَلَة الابتدائيَّة الدنيا»، و«المدرسة الابتدائيَّة العليا»، و«المدرسة الثانويّة»، وتُعرف هَذِه الخُطَّة بِاِسم 4 + 3 + 3 والَّتِي تُشير إلى عدد السنوات الدراسيّة لكل مَرحَلَة. وَبَعد اتمام هَذِه المَرحَلَة، يلتحق الطلاب بالمدارس الثانويّة العليا في أحد المجَالات الثلاثة الرَئِيسيّة وهي الفنون الحُرَّة والتِجَارَة والعلوم، وَعِند الانتهاء من الدورات الدراسيّة المطلوبة، يُمكِن للطلاب التسجيل في بَرامِج الكليَّة الجامعيَّة العامَّة أو المهنيَّة، وتنتمي غالبية المدارس العامَّة إلى «مَجلِس الولاية للبحوث التربوية والتَّدرِيب»، ويَبلغَ عدد المدارس في الولاية 15,892 مدرسة، مِنهَا 5,986 مدرسة حكومية، و8,183 مدرسة مدعومة، ومن المجالس التعليميّة الأُخرى في الولاية الشهادة الهندية للتعليم الثانوي، والمَجلِس المركزي للتعليم الثانوي، والمَعهَد الوطنيّ للتعليم المفتوح، وتُعد اللغة الإنجليزيَّة لغة التدريس في مُعظم المدارس ذاتية التمويل، بينما تُقَدَم المدارس الحكوميَّة تعليمًا باللغة الإنجليزيَّة أو المليالمية. وتُعدّ تَكلِفَة التَّعليم منخفضة بشكل عام في ولاية كيرلة، إلَّا أن المسح الوطنيّ للعينة (2004-2005) في جولته الحادية والستين، وجد أن إنفاق الفرد على التَّعليم من قَبل الأسر الريفية يبلغ 41 روبية هندية (68 ¢ US) في ولاية كيرلة، وَهُو أَكثَر من ضعف المعدل الوطنيّ.
تُعدّ «كلية سي إم إس كوتايام» الَّتِي تأسّست في 1817 أول كلية على الطراز الغربيّ، ومن أقدم الكليّات في الهند، ومن بَين أقدم المؤسّسات التعليميّة في الهند «كلية برينن الحكوميَّة في تالاسيري» الَّتِي أسسها المحسن إدوارد برينين في 1862، و«كلية فيكتوريا الحكوميَّة في بالاكاد» الَّتِي تأسّست عام 1866.
تعمل كلية كيرلة المملوكة لإدارة التَّعليم في حكومة ولاية كيرلة، على دعم تقنية المَعلُومَات وَالاِتِصَالَات لمدارس الولاية، وتُعد ولاية كيرلة أول ولاية هنديَّة تقدم تعليم مُمكّن لتكنولوجيا المَعلُومَات وَالاِتِصَالَات بفصول دراسية عالية التقنيَّة في جَمِيع المدارس العامَّة، وقد تصدرت «مؤشر جودة التَّعليم المدرسي» الَّذِي نشرته «نيتي أيوج» في عام 2019.
تَقع «الأكاديميّة البحريَّة الهنديَّة» في إزيمالا، وهي أكبر أكاديميَّةً بَحرِيَّة في آسِيَا، وثالث أكبر أكاديميَّةً بَحرِيَّة فِي العَالم.

## الثقافة
تُعد ثقافة ولاية كيرلة ثقافة مُركبة وعالمية بطبيعتها، وجزء من الثقافة الهنديَّة، وهي نتاج خليط من الثقافات الآرية، والدرافيدية، والعربيَّة، والأوروبيّة، وقد تطوَّرت على مدى آلاف السنين، وتأثَّرت بثقافات أُخرى من الهند وخارجها، وأدت العزلة الجُغرافيَّة لولاية كيرلة عَن بقية البلاد لِتَطوِير أسلوب حياة مميز وفن وعمارة ولغة وأدب ومؤسسات اجتماعية، ويحتفل السكان بأكثر من 10 آلاف مهرجان في الولاية سنويًا، ويستخدم السكان «التقويم المليالمي» وَهُو تقويم فلكي شمسي بدأَ من 825م في ولاية كيرلة، ويشيع استِخدامه في التخطيط لِلأَنشِطَة الزراعيَّة والدينيَّة، وتُعد اللغة المليالمية اللغة الرسميَّة في الولاية، وهي إحدى اللغات الكلاسيكيَّة في الهند، ويتحدَّث السكان بنحو 12 لغة أُخرى، وتستهلك الولاية أكبر نسبة للكحول في الهند.

### المهرجانات
تقيم العديد من المعابد في ولاية كيرلة مهرجانات في أيام مُحدَّدة من العَام، تشترك في رفع العلم المقدس ومن ثم إنزاله في اليوم الأخير من المهرجان، ومن أشهر المهرجانات «ثريسور بورام»، وتُعدّ «الأفيال وعروض الأَلعَاب النارية والحشود الضخمة» من العوامل الرَئِيسيّة لجذب المحتفلين في ثريسور بورام. ومن المهرجانات الأُخرى المَعروفَة «ماكارافيلاكو»، و«تشيناكاثور بورام»، و«أتوكال بونجالا»، و«نينمارا فالانجي فيلا»، وتُقيم العديد من المعابد مهرجانات أُخرى تُعرف محليًا بِاِسم «أوتسافامس»، وتتضمَّن فيلًا واحدًا على الأقل، وَعَندَمَا يزور الموكب إلى المنازل حول المعبد، يُقَدَم الناس الأرز وجوز الهند وَغَيرَهَا من العروض لَه، وغالبا مَا يصاحب المواكب المُوسيقى التقليديّة مِثل «بانشاري ميلام» أو «بانشافاديام». ويحتفل المُجتمع المسلم في الولاية بعيد الفطر وعيد الأضحى، بينما يحتفل المسيحيُّون بأعياد الميلاد وعيد الفصح.
يُعد مهرجان «أونام» مهرجان حصاد يحتفل بِه سكان ولاية كيرلة للتذكير بالماضي الزراعي للولاية، ويتكوَّن من أربعة أيام عطلة رسمية، ويُصادف أونام الشهر المليالمي لشينغام (أغسطس - سبتمبر)، ويصادف ذكرى عودة الملك ماهابالي إلى الوطن، ويُحتفل بِه لعشرة أيام في جَمِيع أنحاء ولاية كيرلة، وأحد المهرجانات الَّتِي لَهَا دلالات ثقافية مِثل «فالام كالي»، و«بوليكالي»، و«بوكالام»، و«ثومبي ثولال»، و«أونافيلو».

### الرقص
تُعدّ ولاية كيرلة موطن لعدد من فنون الأداء تَشمَل أَشكَال الرقص الكلاسيكي «كاثاكالي»، و«مهنياتم»، و«كودياتوم»، و«ثولال»، و«كريشناناتام»، والَّتِي نشأت وتطوَّرت في مسارح المعبد خِلال الفَترَة الكلاسيكيَّة تحت رِعايَة البيوت المالكة، ومن أَشكَال الرقص الأُخرى في ولاية كيرلة «ناتانام»، و«ثيراتام»، و«كلياتم»، و«ذاييام»، و«كوثو»، و«باداياني»، وقد شاعت بَعض أَشكَال الرقص التقليديّ مِثل «الأوبانا» و«دوفماتو» بَين مسلمي الدَّولَة، بينما حظيت «مارغامكالي»، و«باريشاموتوكالي» بشعبية بَين المسيحيّين السوريين، وحظيت «شافيتو ناداكوم» بشعبية بَين المسيحيّين اللاتينيين.

### الموسيقى
يُعزى تطور المُوسيقى الكلاسيكيَّة في ولاية كيرلة إلى مُسَاهَمَة فنون الأداء التقليديّة المُرتبطة بثقافة المعبد في الولاية، ويُوضح تَطوِير شكل المُوسيقى الكلاسيكيَّة الأصليَّة «سوبانا سانجيثام» المُساهمة الغنية الَّتِي قدمتها ثقافة المعبد لفنون كيرلة، وتهيمن موسيقى كارناتيك على موسيقى كيرلة التقليديّة، وذلك نتيجة لترويج «سواتي ثيرونال راما فارما» لَهَا في القرن التَّاسِع عشر، وتتراوح الفنون البَصرِيَّة في الولاية من الجداريات التقليديّة إلى أَعمَال راجا رافي فارما الرسام الأكثر شهرة في الولاية، وتمتلك مُعظم الطوائف والمُجتَمَعَات في الولاية مجموعات غنية بالأغاني والقصص الشعبية المُرتبطة بمجموعة متنوعة من الموضوعات مِثل «فادكان باتوكال» (القصص الشمالية)، «ثيكان باتوكال» (القصص الجنوبية)، «فانشي باتوكال» (أغاني القوارب)، «مابيلا باتوكال» (أغاني إسلامية) «وباليباتوكال» (أغاني الكنيسة).

### السينما
نحتت الأَفلام المليالمية مكانة خاصَّة بِهَا في صناعة السينما الهنديَّة من خِلال تَقديم الموضوعات الاجتماعيَّة، ومن أبرز مُخرجي الأَفلام من كيرلة أدور غوبالاكريشنان، و«مانكادا رافي فارما»، وج. أرافيندان، ومن أشهر الممثلَين ساتيان، وبريم نذير، ومادو، وشيلا، وشارادا، وميس كوماري، وجيان، وأدور باسي، وسِيمَا، وبهارات جوبي، ومامووتي، ونيفين باولي، وسرينيفاسان، وجايارام، ومورالي، وشنكارادي، وكافيا مادهافان، وبهافانا مينون، وياياسورية، ونيدمودي فينو، وكي بي إيه سي لاليثا، وإنوسنت، ويُحمل المُمثِل المليالمي الراحل «بريم نذير» الرقم القياسي العالميّ لقيامه بدور بطل الرواية لأكثر من 720 فيلمًا، وقد فاز موهنلال بخمس جوائز وَطَنِيَّة للأفلام (أربعة للتمثيل)، بينما حصل مامووتي على ثلاث جوائز وَطَنِيَّة للأفلام عَن التَّمثيل، ويُهد «ريزول بوكوتي» ثاني هندي فقط يفوز جائزة الأوسكار لأفضل خلط أصوات عَن الفيلم الرائع «مليونير متشرد»، وبحلول 2018 حصلت السينما المليالمية على 14 جائزة لأفضل ممثل، و6 لأفضل ممثلة، و11 جائزة لأفضل فيلم، و13 جائزة لأفضل مخرج في جوائز السينما الوطنية الهنديَّة.

### الأدب
يُمكِن اعتبار أدب سانجام بأنَّه سلف قديم للمليالمية،  حيثُ يبدأ الأدب المليالمي من فَترَة المليالمية القديمة (القرنين التَّاسِع والثالث عشر الميلاديين) ويتضمّن كُتّابًا بارزين مِثل شعراء نيرانام في القرن الرابع عشر («مادهافا بانيكار»، و«سانكارا بانيكار»، و«راما بانيكار»)، وشاعر القرن «ثونتشاثو إزوثاتشان» الَّذِي تُمِثل أعماله فجر اللغة المليالمية الحديثة وشعرها، وَخِلَال أول 600 عام من التقويم المليالمي تألَّف الأدب بشكل أساسي من القصص الشَّفَوِيَّة مِثل «فادكان باتوكال» في شَمَال مليبار، و«تيكان باتوكال» في جَنُوب ترافانكور. وتطوَّرت إلى شكلها الحاليّ من خِلال تأثير الشُعراء «شيروسيري نامبوتيري»، و«ثونتشاثو إزوثاتشان»، و«بونذانام نامبوديري»، في القرنين الخامس عشر والسادس عشر من العصر المُشتَرَك، وقد أثر الشاعران «أوناي فاريار»، وكونشان نامبيار بشكل كَبِير في نمو الأدب المليالمي الحديث، ولعب «نهر بوناني» وروافده دورًا رئيسيًا في تطور الأدب المليالمي الحديث.
ساهم «بارماكال ثوما كاثانار»، و«كيرلة فارما فالييا كويل ثامبوران» في النثر المليالمي، وعُرف عَن ثلاثة شعراء وهم («كوماران أسان»، و«فالاثول نارايانا مينون»، و«أولور إس باراميسوارا آير») بنقلهم لشعر كيراليت بعيدًا عَن السفسطة القديمة والميتافيزيقيا، ونحو أسلوب غنائي أَكثَر. وقد قَدَم الشُعراء مِثل «موينكوتي فيديار»، و«بوليكوتل هايدر» مساهمات ملحوظة في أغاني مابيلا، وهي نوعِ من الأدب العربي المليالمي.
كتب «بارماكال ثوما كاثانار» كتابه «فارذامانابوسذاكام» عَن السفر باللغة المليالمية في عام 1785. وقد بدأَ أدب النثر والصحافة المليالمية والنَّقد بَعد النصف الأخير من القرن الثامن عشر، ويتعامل الأدب المليالمي المعاصر مَع سياق الحَيَاة الاجتماعيَّة وَالسِياسِيَّة وَالاِقتِصَادِيَّة، وغالبًا مَا يتجه الأدب الحديث نَحو الراديكالية السياسيَّة، وقد مُنح الأدب المليالمي 6 جوائز جنانابيث، وهي ثاني أكبر جائزة لِأَيّ لغة درافيدية، وثالث أعلى جائزة للغات الهنديَّة. وقد قَدَم شعراء وكتاب جنانبيث الفائزون مِثل «جي سانكارا كوروب»، و«إس كيه بوتيكات»، و«ثاكازي سيفاسانكارا بيلاي»، و«إم تي فاسوديفان ناير»، و«أون في كوروب»، و«أكيثام أتشوثان نامبوتيري»، مساهمات قِيمَة في الأدب المليالمي الحديث في النصف الثاني من القرن العِشرين. وقد اكتسب كُتاب مِثل «أو في فيجايان»، و«كمالداس»، و«إم موكوندان»، وأرونداتي روي، ومحمد بشير شهرة دَولِيَّة.

### المطبخ
يحتوي مطبخ ولاية كيرلة على مَجمُوعَة متنوعة من الأطباق النباتيّة وَغير النباتيّة المحضرة بِاستخدام الأسماك والدواجن واللحوم، وتُزرع توابل الطهي في ولاية كيرلة مُنذ آلاف السنين وهي من أهم سمات مطبخها، ويُعتبر الأرز عنصرًا أساسيًا سائدًا يُتناول في مُختلف أوقات اليوم، وغالبًا مَا يُوجِد البوروتا والبرياني في مطاعم الولاية، وتحظى «تلاشيري برياني» بشعبية واسعة بصفتها علامة تجاريَّة عرقية، وتشمل أطباق الغداء الأرز والكاري مَع «البوليشري» و«السامبر»، وتُعد «ساديا» وجبة نباتية تُقَدَم على أوراق الموز ويتبعها كوب من البياسام، ومن الوجبات الخَفِيفَة الشعبية رقائق الموز، ورقائق البطاطس، والبطاطا الحلوة، ورقائق التابيوكا، وأشابام، و«أبام أوني»، و«وكوزالابام.» ومن أطباق المأكولات البحريَّة الكرمين والقريدس والروبيان وأطباق القشريات الأُخرى.

### الفيلة
تُعد الفيلة جُزء لَا يَتَجَزَّأ من ثقافة الولاية، وَلَا تخلو المهرجانات المحَلِية من فيل وَاحِد على الأقل، وهي موطن لأكبر عدد مستأنس من الفيلة في الهند، ويَبلغَ عددها حوالي 700 فيل هندي، مَملُوكَة للمعابد وللأفراد. وتستخدم هَذِه الفيلة بشكل أساسي في المواكب والعروض المُرتبطة بالمهرجانات والاحتفالات في جَمِيع أنحاء الولاية، حيثُ يحتفل السكان بأكثر من 10 ألف مهرجان في الولاية سنويًا، وقد أثار بَعض محبي الحَيوانات مخاوف بِشَأن إرهاق الفيلة المُستأنسة، ويُشار إلى الفيلة في الأدب المليالمي بِاِسم «أبناء الصحيا»، ويُعد الفيل حيوان ولاية كيرلة الرسميّ، ويظهر في شعارها.

## الإعلام

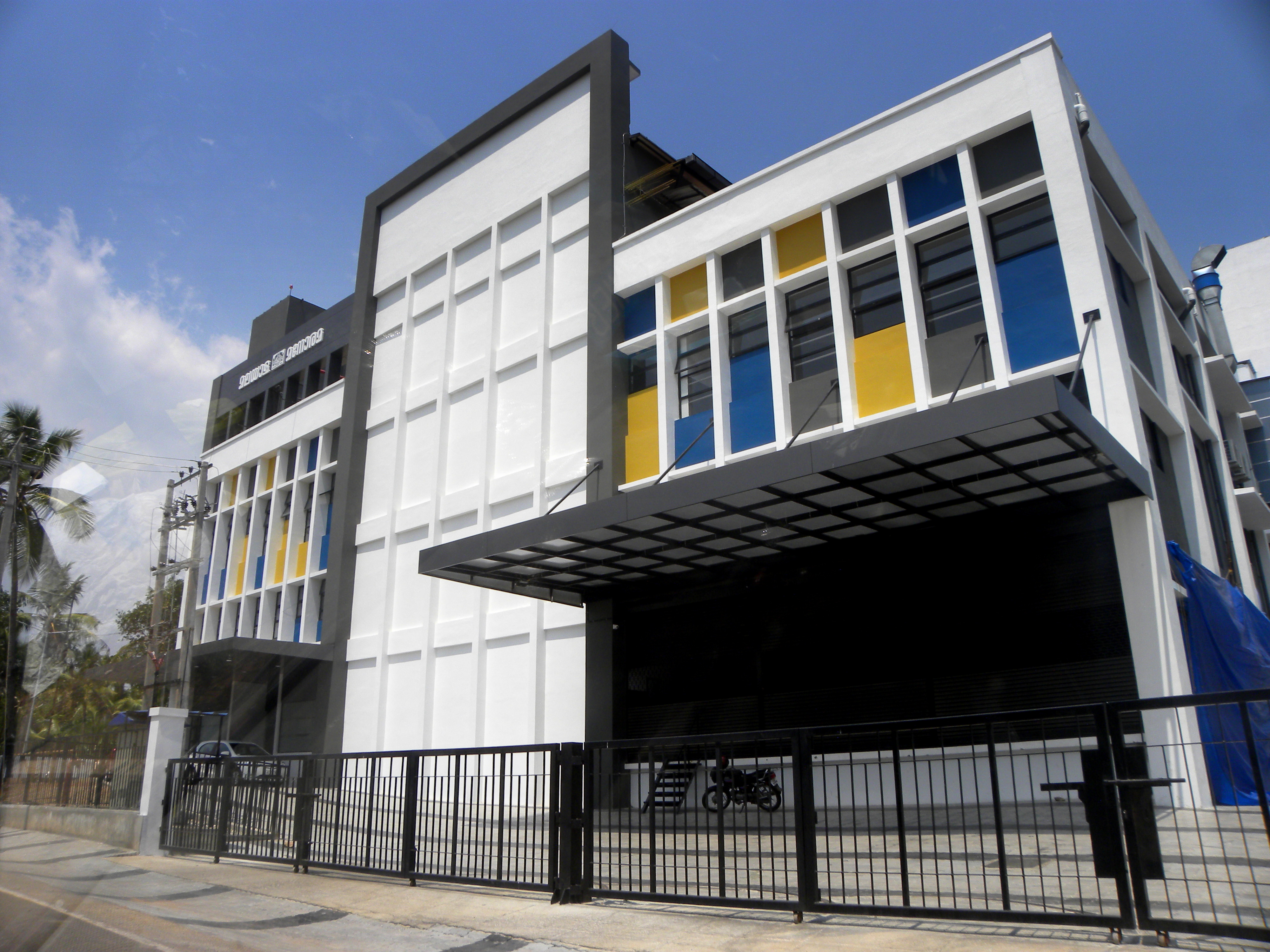
مكتب مالايالا منوراما في كتيام في كولام

تُنظَّم هيئة تَنظِيم الاتّصالات في الهند وَسَائِل الإعلاَم وَالاِتِصَالَات والبث والكابلات، وقد صنف المسح الوطنيّ لصحة الأسرة في 2015-16، أن ولاية كيرلة الأكثر تعرضًا لوسائل الإعلاَم في الهند، حيثُ يُنَشر فِيهَا عشرات الصحف بتسع لغات رئيسية، وبشكل أساسي بلغتي المليالمية والإنجليزيَّة، يوفر مشغلو الأنظمة المُتعدِّدة مزيجًا من القنوات المليالمية والإنجليزيَّة واللغات الهنديَّة الأُخرى والقنوات الدوليَّة، وتُعد الوسائط الرقميَّة والاجتماعيَّة وَخِدمات «أو تي تي» مصدرًا رئيسيًا للمعلومات وَالتَّرفِيه في الولاية، وقد أَطلَقَت جوجل النسخة المليالمية من أخبار جوجل في سبتمبر 2008، ويُقَدَم خِدمَة الهَاتِف الخليوي عدَّة شركات أبرزها بهارات سانشار نيجام المحدودة، وبهارتي إيرتيل، و«شَّرِكَة فودافون ايديا المحدودة»، و«جيو»، ويتوفر الإنترنت ذَات النطاق العريض في جَمِيع أنحاء الولاية، ومن أبرز مزودي خِدمات الإنترنت شَّرِكَة بهارات سانشار نيجام المحدودة، والشَّبَكَة الآسيويّة للاتصالات الفضائيّة، وريلاينس كوميونيكيشنز، وبهارتي إيرتيل، وفودافون، و«ريل واير»، وقد بلغَ عدد مُشتركي الهواتِف المَحمُولة في ولاية كيرلة في يونيو 2018 نَحو 43.1 مليُون مُستخدم.

## الرياضة

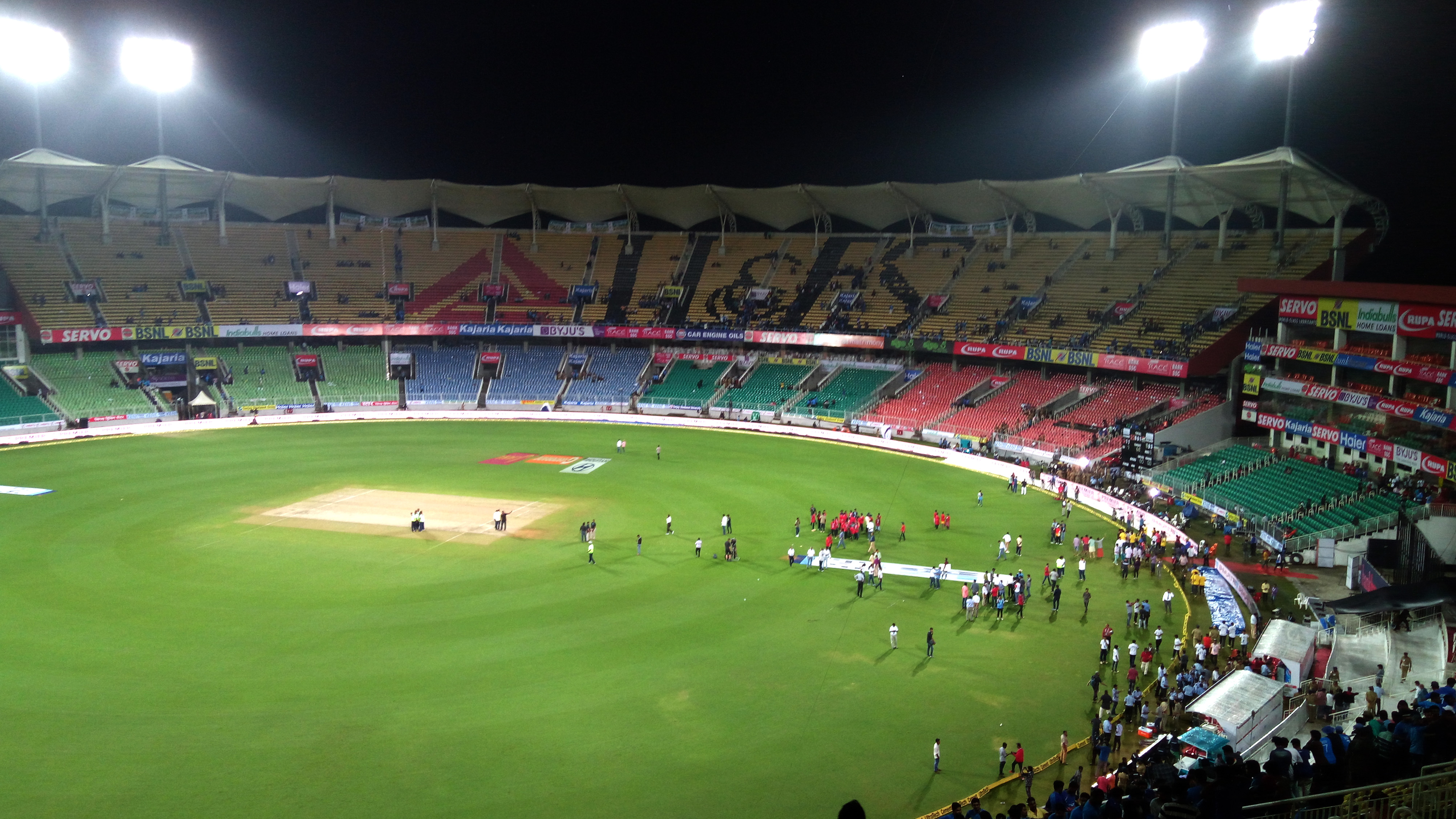
ملعب جرينفيلد الدولي في ثيروفانانثابورام.

اختفت الرياضات والأَلعَاب المحَلِية تقريبًا من ولاية كيرلة بحلول القرن الحادي وَالعَشرَين، وأصبحت مُجرد شكل فني يُجرى خِلال المهرجانات المحَلِية، بينما لَا تزال «كالاريباياتو» تُمارس كرياضة قتالية محليّة، بِالإضافة إلى «سباق القوارب» وخاصة سباق قوارب الأفعى.

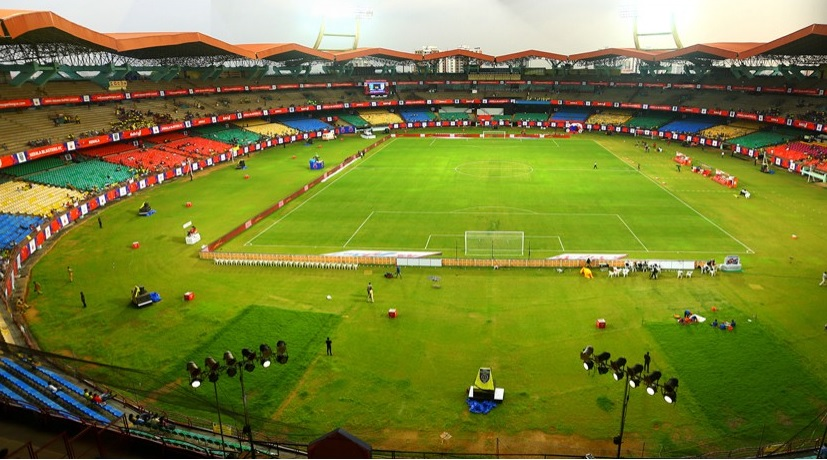
ملعب جواهرلال نهرو في كوتشي.

أصبَحَت لعبة الكريكيت وكرة القدم شائعة في الولاية، بَعد تقديمها في مليبار خِلال فَترَة الاستعمار البريطانيّ في القرن التَّاسِع عشر، وقد لعب لاعبو الكريكيت مِثل «تينو يوهانان»، و«أبي كوروفيلا»، و«شوندانجابويل رزوان»، و«سريانث»، و«سانجو سامسون»، و«باسل ثامبي» مَع فَرِيق الكريكيت الوطنيّ، ونافس «نادي كوتشي تاسكرز» في الموسم الرابع من الدوري الهندي الممتاز، وَلَم يكن أداء ولاية كيرلة جيدًا قَبل 2017 حيثُ شَارَكت في «كأس رانجي للكريكيت»، ووصلت إلى ربع النهائي لأول مرَّة في تاريخها، وتُعد كُرَة القدم من أَكثَر الرياضات الَّتِي تُلعب وتُشاهد في اَلمِنطَقَة، وتستضيف كوتشي نادي كيرلة بلاسترز في دوري السوبر الهندي، الَّذِي يُعد من أَكثَر الأندية المدعومة في الولاية، وتستضيف نادي «كوريكود جوكولام كيرلة إف سي» الَّذِي يَلعَب في الدوري الأول، وتُعد كيرلة من ولايات كُرَة القدم الرَئِيسيّة في الهند، وقد أنتجت لاعبين وطنيين مِثل «ايم فيجايان»، و«سي في باباشان»، و«في بي ساذيان»، و«جو بول أنشيري»، و«أشيك كورونيان»، ومحمد رفيع، و«جيجو جاكوب»، و«مشهور شريف»، و«باباشين براديب»، وسي كي فينيث، وأنس إيداتوديكا، وسهل عبد الصمد، ورينو أنتو. وقد فاز «فَرِيق ولاية كيرلة لكرة القدم» بكأس سانثوش ست مرات في 1973 و1992 و1993 و2001 و2004 و2018، وحصلوا على المركز الثاني ثماني مرات.

## السياحة

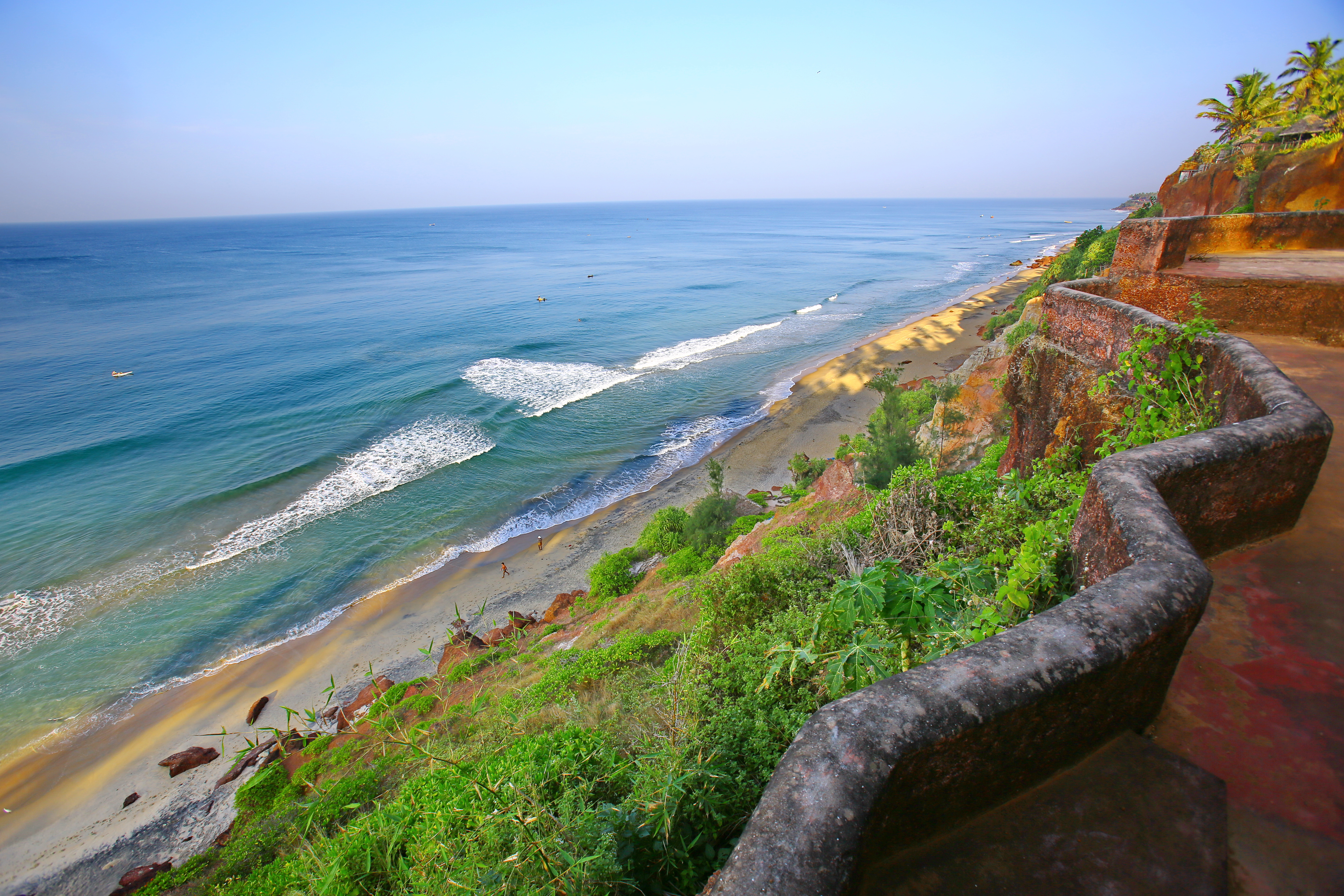
شاطئ فاركالا

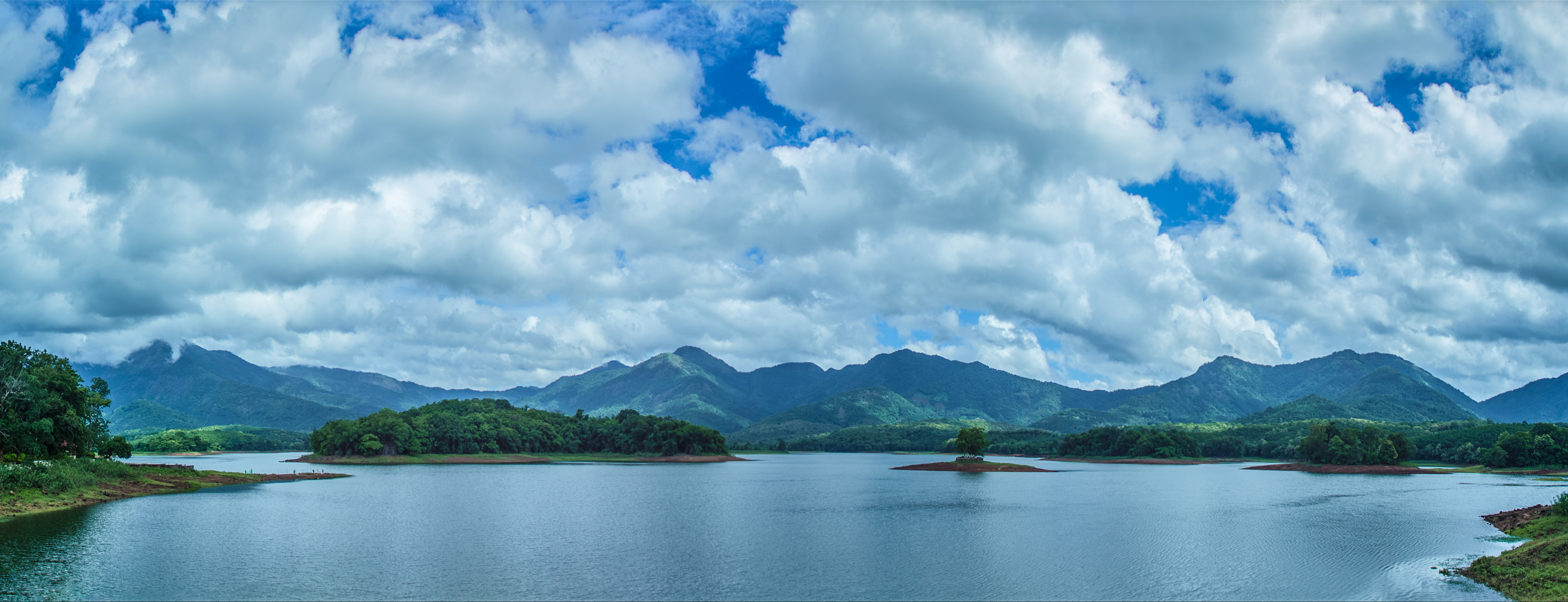
منظر بانورامي لسلاسل جبال غاتس الغربية من خزان سد منجلام

تُعدّ كيرلة من أَكثَر الوجهات السياحيّة في الهند، ويعود ذَلِك لثقافتها وتقاليدها وتركيبتها السُكّانيّة المُتنوعة، وَفِي عام 2012 صَنَّفت مجلّة ترافيلر ناشيونال جيوغرافيك ولاية كيرلة كواحدة من «الجنات العشر فِي العَالم»، وواحدة من «خمسين وجهة يجب أن تراها في العمر». ووصفت مجلّة «السفر وَالتَّرفِيه» ولاية كيرلة بأنَّها «واحدة من أفضَل 100 رحلة في القرن الحادي وَالعَشرَين»، وَفِي عام 2012 تفوقت على تاج محل لتصبح وجهة السفر الأولى في اتجاهات بحث جوجل في الهند، وأدرجت سي إن إن ترافل ولاية كيرلة ضمنَ أفضَل 19 مكانًا للزيارة في عام 2019.
من عوامل الجذب الرَئِيسيّة للسياح المَحَليِين والدوليين في الولاية الشواطئ، والمناطق النائية، والبُحيرات، وسلاسل الجبال، والشلالات، والموانئ القديمة، والقصور، وَالمُؤَسِسَات الدينيَّة، ومحميات الحَيَاة البرية، وتحتَلّ مَدِينَة كوتشي المرتبة الأولى في إجمالي عدد السياح الدوليين والمَحَليِين في ولاية كيرلة، وَلَم تكن ولاية كيرلة مشهورة حتَّى أوائل الثمانينات، وتبنّت «حكومة ولاية كيرلة» في عام 1986 سِياسات تَروِيجية سياحية للولاية، وأطلقت «مؤسَّسة التَّنمِيَة السياحيّة في ولاية كيرلة» حملات تسويقيَّة أدَّت لنمو صناعة السياحة، وتُعد السياحة في كيرلة هي علامة تجاريَّة عالمية، حيثُ جذبت 8.5 مليُون سائح في عام 2006، بزيادة قدرها 23.7 في المائة عَن العَام السَّابِق، وهي من أسرع الوجهات الشعبية نموًا فِي العَالم، وتجاوز تدفق السياح إلى الولاية 10 مليُون سائح في عام 2011.
حصلت «سياحة الأيورفيدا» على شعبية كَبِيرَة مُنذ التسعينات، وتشتهر ولاية كيرلة بمبادرات السياحة البيئيَّة الَّتِي تَشمَل تسلق الجبال والرحلات وَبَرامِج مراقبة الطيور في غاتس الغَربيَّة، وتُساهم السياحة بشكل رَئِيسيّ في اقتصاد الولاية، وقد تضاعفت عائِدَات السياحة خمس مرات بَين عاميّ 2001 و2011، وتجاوزت 190 مِليار روبيه هنديه في عام 2011، ووفقًا لصحيفة إيكونوميك تايمز، فَقَد حقَّقت ولاية كيرلة إيرادات قياسية بَلَغَت 36528.01 كرور روبية هنديَّة من قطاع السياحة في عام 2018، مُحققة زِيادَة قدرها 2874.33 كرور روبية عَن العَام السَّابِق، وزار الولاية أَكثَر من 16.7 مليُون سائح في 2018، مُقابل 15.76 مليُون في العَام السَّابِق، مسجلاً زِيادَة بنِسبَة 5.9 بالمائة، وتُوفر الصناعة فرص عَمَل لَمَّا يقرب من 1.2 مليُون شخص.
تَقع مونار على ارتفاع 4500 قَدَم فوق مُستَوى سطح البَحر، وتشتهر بمزارع الشاي وَمَجمُوعَة متنوعة من النَّباتات والحَيوانات، وتشمل وجهات السياحة البيئيَّة في ولاية كيرلة منتزهين وطنيين، و12 محمية للحياة البرية، ومنها «بريار تايجر ريزيرف»، و«بارامبيكولام للحياة البرية»، و«شنار للحياة البرية»، و«محمية طيور تاتيكاد»، و«ياناد للحياة البرية»، و«محمية طيور كادالوندي»، و«كاريمبوزا للحياة البرية»، و«موثانجا للحياة البرية»، و«ارالم للحياة البرية»، و«إرافيكولام بارك»، و«منتزه سايلنت فالي الوطنيّ». ويتدفّق في المناطق النائية 41 نهر باتجاه الغرب، ويُحمل «معبد بادمانابهاسوامي» في عاصمة الولاية ثيروفانانثابورام الرقم القياسي كأغنى مكان للعبادة فِي العَالم بأصول لَا تقل عَن 1.2 ترليون روبية هندية (20 مليار دولار أمريكي).

## أعلام
- محمد أنس
- ك. بي إس. مينون
- كالبانا
- بوبي ألويسيوس
- آنا شاندي
- كاي كاي مينون
- جناكي آما
- أريا

### استشهاد عام
- Chandran، VP (2018). Mathrubhumi Yearbook Plus – 2019 (ط. Malayalam). Kozhikode: P. V. Chandran, Managing Editor, Mathrubhumi Printing & Publishing Company Limited, Kozhikode. (أمازون 8182676444).